# История Хорватии
В древности территория Хорватии была заселена иллирийцами. В VI—VII веках здесь расселились славяне. С VIII до конца IX века хорватские земли находились под властью франков. В IX веке возникли два княжества — Далматинская Хорватия (столицы: Книн, Нин и Клис) и Посавское княжество. К IX веку относится первое письменное упоминание названия «Хорватия» по отношению к данной территории. В X—XI веках королевство хорватов было одним из самых сильных балканских государств. После заключения венгерско-хорватской унии (1102) Хорватия на правах самоуправления вошла в состав Венгрии. В дальнейшем Далмация и Славония на протяжении нескольких веков развивались обособленно от остальной Хорватии.
В XVI веке большая часть территории страны была завоёвана турками, для обороны оставшейся территории была создана Военная граница. В 1868 году была признана культурно-церковная, административная и судебная автономия Хорватии как части Венгрии. В 1918 году хорватские земли вошли в состав Королевства сербов, хорватов и словенцев (с 1929 года — Королевство Югославия). В 1939 году все хорватские земли были административно объединены в бановину Хорватия. В 1941 году образовано «Независимое государство Хорватия». С 1945 года — федеративная республика в составе Югославии. С 8 октября 1991 года — независимое государство. С 1991 по 1995 год на территории страны происходила война. В 2009 году Хорватия присоединилась к НАТО, в 2013 году вступила в Европейский союз.

## Дославянский период

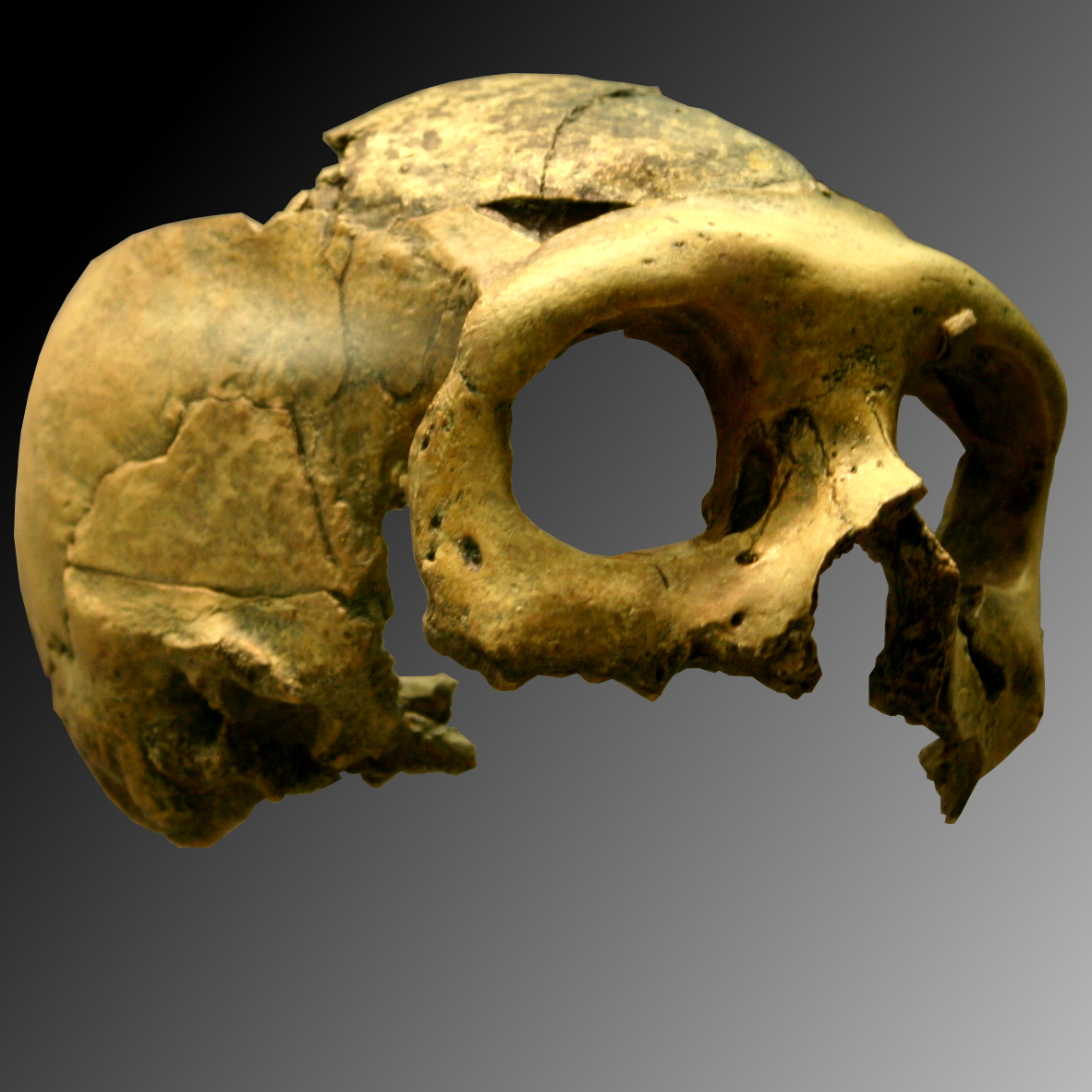
Череп неандертальца из Крапины

Древнейшими обитателями на территории Хорватии были неандертальцы. Следы их пребывания, относящиеся к раннему палеолиту, были обнаружены в пещере Виндия близ Крапины.
Первые признаки появления культуры человека современного облика на стоянке Шандалья-2 (Šandalja II cave) в Истрии появились спустя 5—6 тысячелетий после продолжавшегося сотни лет кампанского вулканического суперизвержения, произошедшего 40 тыс. лет назад в районе Флегрейских полей на Апеннинах. На стоянке Шандаля II обнаружены скелетные останки по меньшей мере трёх человек.
Остатки поселений эпохи неолита были обнаружены в Далмации. На побережье и островах Адриатики широкое распространение получили неолитические памятники импрессо. В поселениях данильской культуры Покровнике и Данило Битине на средиземноморском побережье Хорватии найдены керамические изделия —ритоны, которые 7200 лет назад использовались для хранения ферментированных молочных продуктов, видимо, мягкого сыра. По результатам генетических исследований тогдашние жители Далмации страдали непереносимостью лактозы. Данильскую культуру сменила хварская культура.
В эпоху бронзы, вероятно, во 2-м тысячелетии до н. э., здесь обосновались иллирийские племена, в том числе истры в Истрии, далматы на севере Далмации, доклеаты на юге Далмации, либурны в Хорватском Приморье, ясы и бревки в междуречье Дравы и Савы. По данным археологии примерно с VII века до н. э. между иллирийцами и греками существовали торговые связи. Около 400 года до н. э. на Балканы мигрировали кельты, которые предпочитали селиться в долинах рек и вдоль дорог. Иногда кельты сливались с покорёнными ими иллирийцами. Самым значительным иллиро-кельтским племенем были яподы, территория которых простиралась от Словении до Боснии. В начале IV века до н. э. на побережье и островах Адриатического моря стали появляться греческие колонии, крупнейшими из которых были Фарос на острове Хвар, Коркира Мелайна на острове Корчула, Исса на острове Вис, Салона (ныне Солин), Эпидавр (ныне Цавтат), Трагурион (ныне Трогир). В среде иллирийцев возникла племенная аристократия и домашнее рабство. Происходили войны между иллирийцами и кельтами.

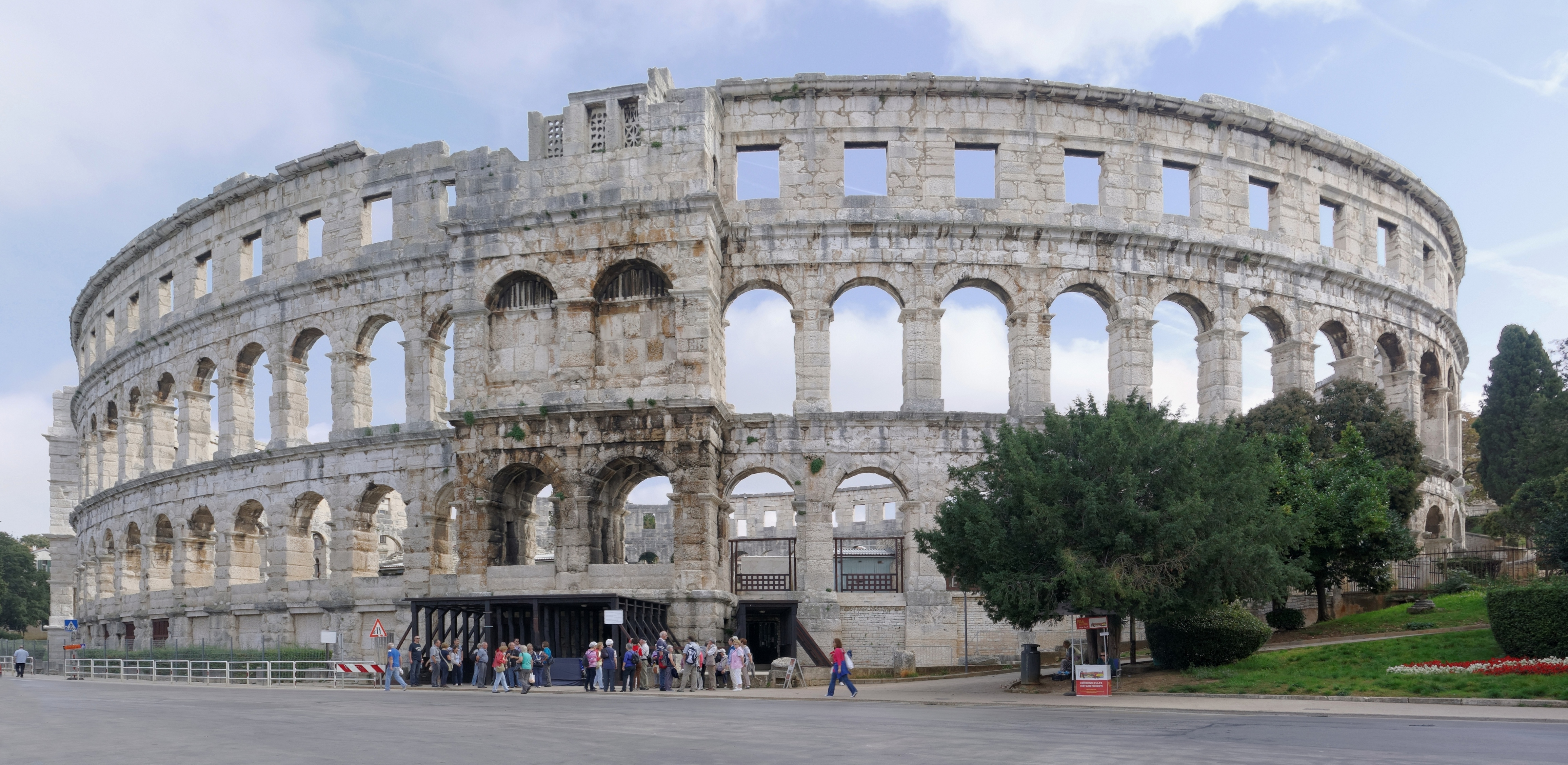
Амфитеатр Пулы

В 178—177 годах до н. э. в Истрию вторглись римляне и установили там свою власть. В одну эпоху с закреплением римлян на балканском побережье Адриатики образовалась иллирийская государственность. В 155 году до н. э. подчинили далматов. В 77—75 годах до н. э. римляне подавили восстание в Далмации. При Юлии Цезаре и после его смерти (44 год до н. э.) римляне вели тяжёлую войну с далматами. В 35 году до н. э. римляне овладели городом Сискией (Сисак) в долине Савы. При Августе возникла римская провинция Иллирик. В 12—11 годах до н. э. далматинцы и паннонцы вновь подняли восстание, которое было подавлено. Далмация и Паннония были затронуты римской колонизацией. Романизации подверглась Истрия, побережье Далмации. С начала II века иллирийцев стали набирать на службу в римские легионы. К началу IV века в иллирийских провинциях широкое распространение получило христианство. В начале V века южная Далмация подверглась опустошению вестготами под предводительством Алариха. Тогда же Паннония была занята полчищами гуннов. В 453 году гунны были вытеснены из Паннонии остготами. После завоевания Италии (493) остготы подчинили Далмацию и южную часть Паннонии, которыми владели до середины VI века.

## Средние века

### Переселение славян

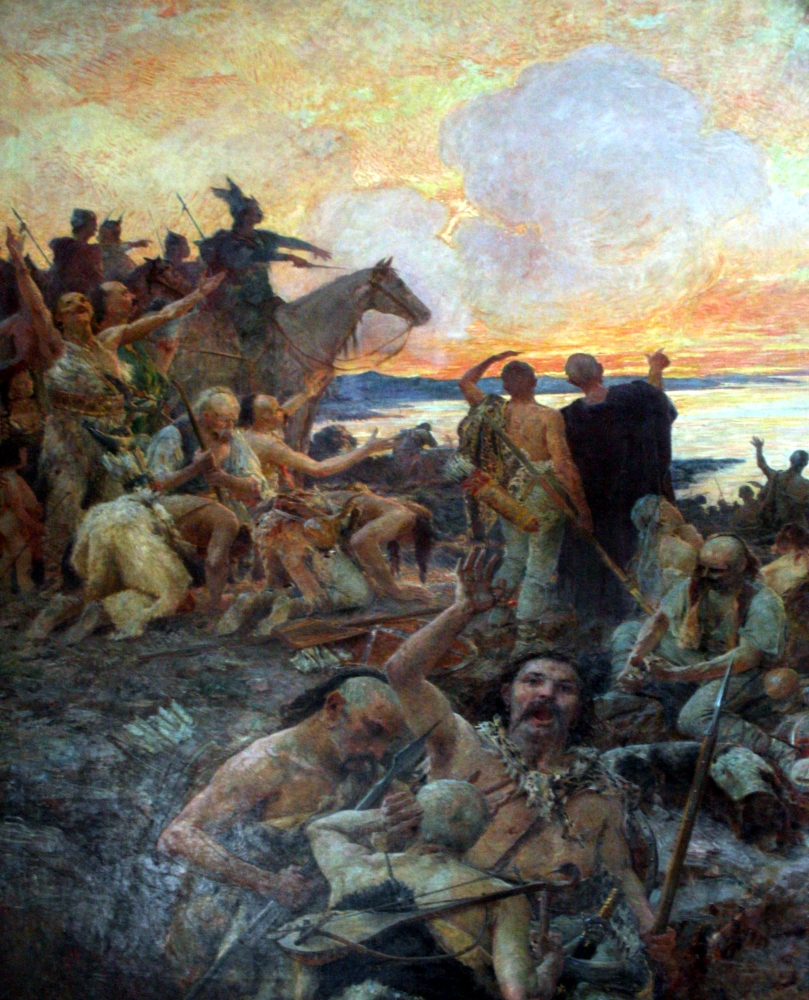
«Прибытие хорватов».
Худ. Ц. Медович

В современной историографии преобладает точка зрения, согласно которой этноним «хорваты» древнеиранского происхождения. Название «хорваты» в период раннего средневековья встречалось на территории различных славянских стран. Местонахождение прародины племени хорватов — «Белой Хорватии», упоминаемой Константином Багрянородным в его сочинении «Об управлении империей» при описании переселения хорватов в эту часть Балканского полуострова, является спорным. Согласно одной точки зрения, Белая Хорватия располагалась на территории Чехии, согласно другой — в верховьях рек Вислы и Одры.
Хорватские племена заселяли территорию Далмации несколькими волнами, и, по мнению ряда исследователей, этот процесс растянулся до IX века. Названия первоначальных «племён» славян на этой территории не известны. Этнонимы «хорваты» и «гудускани» относятся к более позднему времени. Доказательства, которые бы свидетельствовали о том, что все славяне во время переселения в эту часть Балкан называли себя хорватами, отсутствуют. Хорваты застали на этих землях и более ранних славян. Славяне вместе с аварами вторглись на Балканы в VI веке. Впервые о славянах в Далмации сообщается в письме римского папы Григория I архиепископу Салоны Максиму от 600 года: «Из-за славян, столь опасных для вас, я очень переживаю и обеспокоен. Сочувствую вам, а обеспокоен потому, что [славяне] уже стали вторгаться через Истрию в Италию». Византийские и франкские источники сообщают о воинственности как о характерном признаке хорватов (и других племён, пришедших на Балканы).
Константин Багрянородный упоминает в тексте, описывающем события 620—630-х годов, о семи хорватских племенах и их вождях. Он так рассказывает о переселении хорватов на Балканы: они «происходят от некрещённых хорватов, называвшихся белыми, которые обитают по ту сторону Туркии, близ Франкии, и граничат со славянами, то есть некрещёнными сербами». Когда авары прогнали романских жителей, балканские хорваты перешли к императору Ираклию. «Поэтому, по повелению василевса Ираклия, эти хорваты, пойдя войной против аваров и прогнав их оттуда, по воле василевса Ираклия и поселились в сей стране аваров, в какой живут ныне». Далее Константин Багрянородный сообщает: «Василевс Ираклий… крестил хорватов».

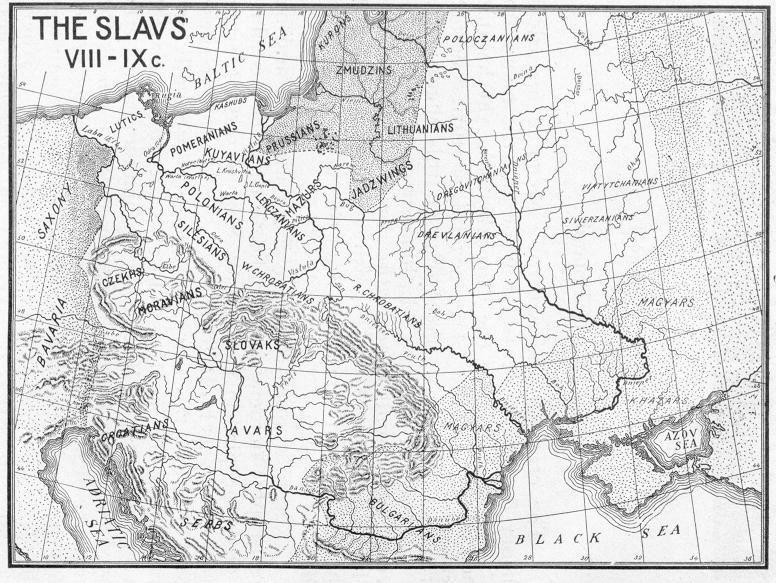
Хорваты и «белые хорваты» на карте славян VIII—IX веков

По данным Константина Багрянородного, часть хорватов покинула приморскую область и овладела Паннонией и Иллириком. Так со временем кроме Далматинской Хорватии возникла и Посавская Хорватия. В Южной Далмации (к востоку от реки Цетины) в этот период существовали сербские княжества Пагания, Захумье, Травуния и Дукля. По мнению российского историка В. Фрейдзона, Цетина была границей, разделявшей римское и византийское политическое влияние, таким образом став границей между хорватскими и сербскими землями.
Также существует версия о «Червонной Хорватии», простиравшейся от Цетины до Влёры в современной Албании, опирающаяся на «Летопись попа Дуклянина». Несмотря на её поддержку рядом исследователей, в том числе хорватских, версия существования хорватских княжеств южнее Неретвы отвергается большинством историков.
Славяне застали в этой части Балкан античную культуру: римскую и греческую письменность, каменные дороги, церкви, дворец Диоклетиана; а также мореходство, земледелие, виноградарство, животноводство иллирийских племён. В 580—590-х годах авары совместно со славянами совершали нападения на Далмацию. В конце VI века славяне стали проникать в Истрию, откуда нападали на Италию. В начале VII века славяне захватили далматинский город Салону. Большинство исследователей придерживаются мнения, что посавские славяне до конца VIII века находились в зависимости от авар. После освобождения от авар, они попали под власть франков. Прибрежные города Сплит, Задар и Трогир с адриатическими островами оставались во владении Византии. Романизированные иллирийцы в континентальных районах были ассимилированы славянами или вытеснены в горы (известны как «влахи» в последующие века).

### Древнехорватское государство

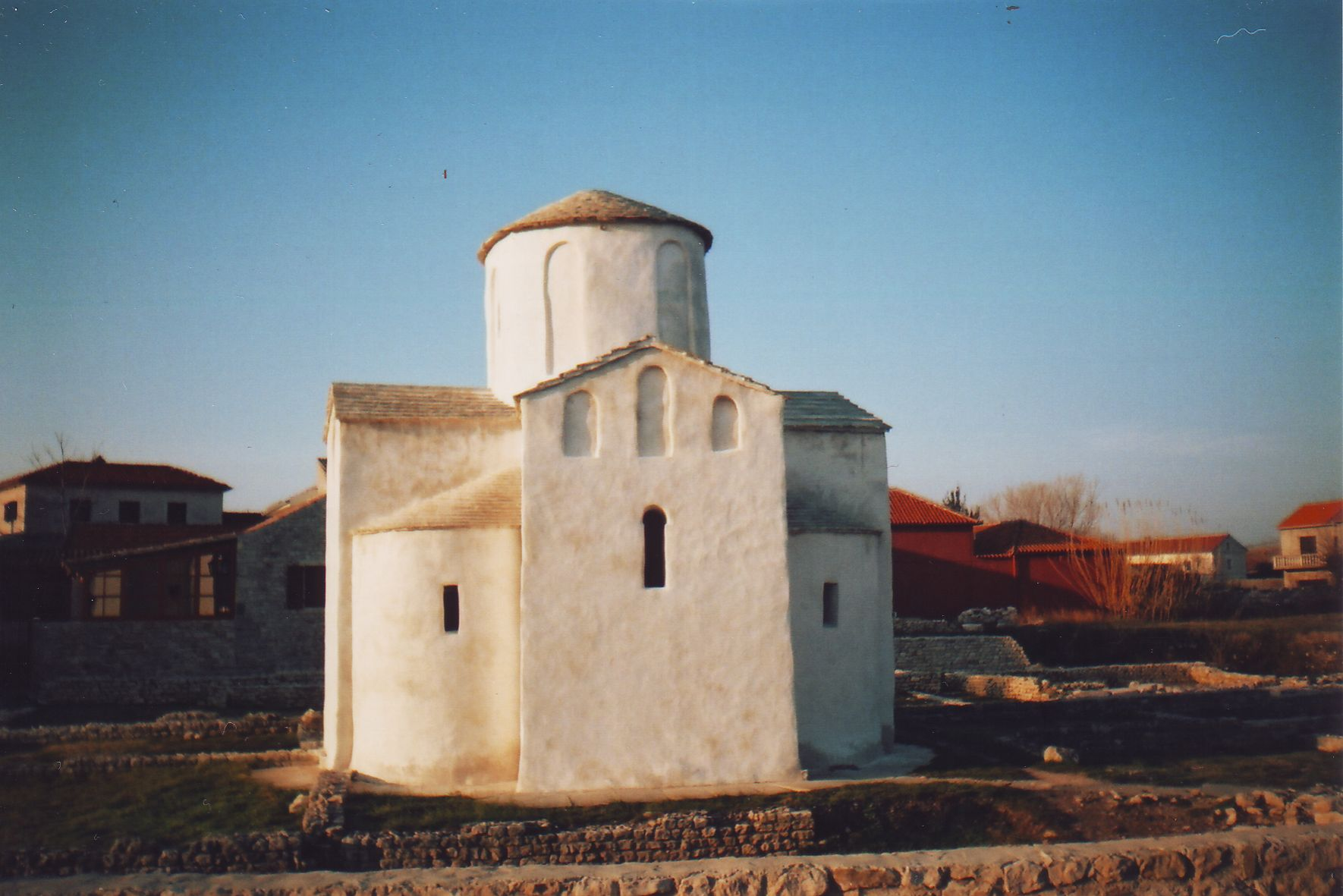
Церковь Святого креста в Нине, ок. 800 года

По франкским письменным источникам, древнее ядро государственности хорватов находилось к югу от хребта Велебит, в междуречье Цетины и Зрмани. В непосредственной близости от этого места располагались сохранившиеся с античных времён города Далмации. Эту область называют Королевской Хорватией (в X веке здесь располагался центр королевства). По всей видимости, именно здесь — между Велебитом и Цетиной в первой половине VII века появился союз племён, состоявший их хорватов и более ранних славян с остатками аваров; а к IX веку утвердилось общее для местного населения название «хорваты» (раннесредневековая народность). В IX веке Крбава, Лика и Гацка уже входили в состав хорватского государства — Банской Хорватии под предводительством бана.
Процесс обращения хорватов в христианство по письменным источникам длился с начала VII до начала IX века. Первые князья Посавского княжества, существовавшего на территории Хорватии, приняли христианство, вероятно, во второй половине VIII века. По косвенным данным, романское духовенство Далмации уже с VII века играло значительную роль в христианизации представителей хорватской знати. В качестве официальной религии христианство, очевидно, утвердилось в IX веке.
Административно-территориальной единицей государства была жупа, которую возглавлял жупан, назначаемый, видимо, князем. Хорватские захоронения знати VIII—IX веков в районе Книна и Нина свидетельствуют о том, что именно здесь складывалась княжеская власть. Политико-административное устройство Хорватского государство формировалось под воздействием племенных институтов аваров. Франкские источники первой четверти IX века сообщают о существовании маленьких славянских княжеств в Далмации (между горами Велебит и рекой Цетиной) и Паннонии. Первым правителем крупного государственного образования был «князь Далмации» по имени Борна, который был вассалом Франкской империи. Когда он умер, власть «по просьбе народа и с согласия императора» перешла к его племяннику Владиславу. Центр государственности располагался вблизи далматинских городов: Сплита, Трогира и Задара. Второе славянское княжество с центром в Сисаке располагалось в долине Савы. Оно появилось, по всей видимости, в начале IX века. Сведения о Посавской Хорватии менее подробны по сравнению с Далматинской Хорватией. В конце VIII века часть Далматинской Хорватии и южная Паннония оказались под властью франков. В 819—822 годах в Сисаке против фриульского маркграфа поднялось восстание под руководством Людевита Посавского. Далматинский князь Борна выступил на стороне франков. Далмация до XII века находилась под властью Византии. Хорватский князь Мислав (835—845) воевал с Венецией за далматинские города. Согласно письменным источникам, в 839 году Мислав заключил с Венецией мир. В IX веке западная область Посавской Хорватии, видимо, входила в состав Блатенского княжества во главе с князем Прибиной.

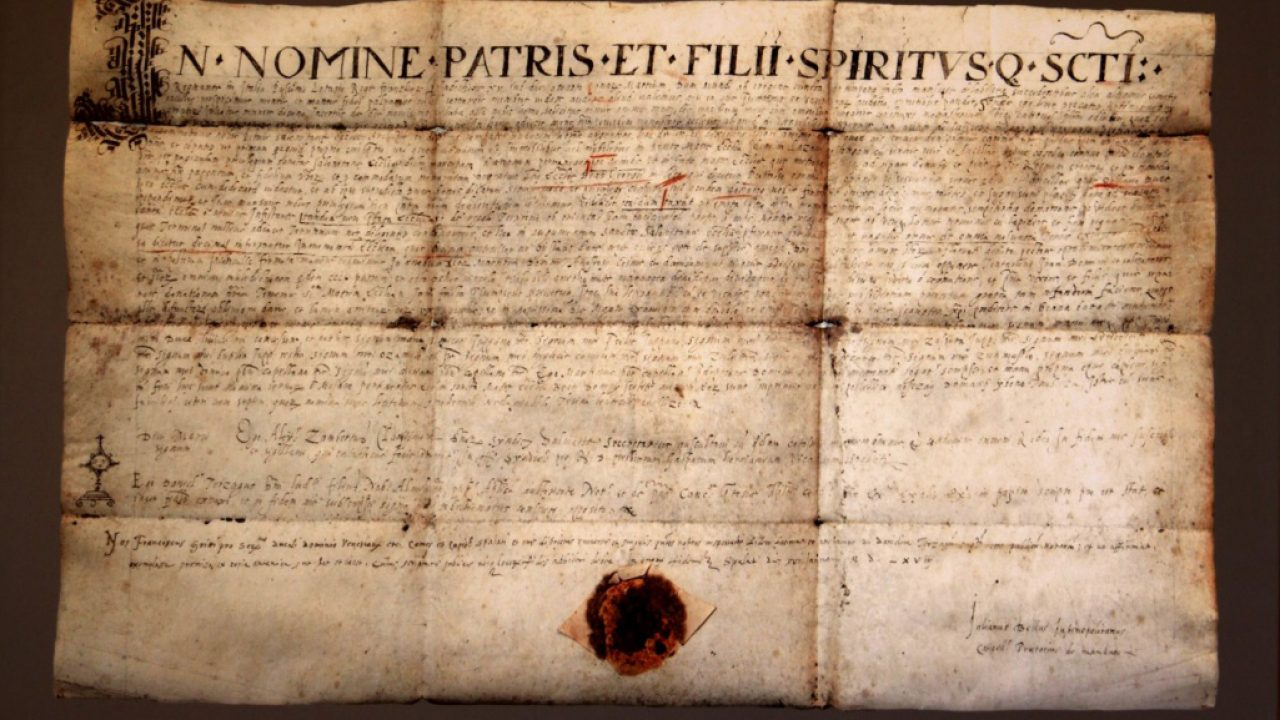
Грамота Трпимира с древнейшим упоминанием хорватов (852)

В IX веке хорватские правители находились в вассальной зависимости от франкского короля Людовика Немецкого.
В начале IX века в Нине было основано самостоятельное хорватское епископство с латинским обрядом.
В 845 году Трпимир I стал князем Приморской Хорватии. В грамоте князя Трпимира от 852 года впервые появляется этноним «хорваты». Князь Трпимир, основатель династии Трпимировичей, именовался «божией милостью князем хорватов». Вскоре после его смерти Хорватия освободилась из-под власти франков. После смерти Трпимира произошёл первый в хорватской истории государственный переворот. Князь Домагой (ок. 864—876) из Пагании разбил сыновей Трпимира Здеслава, Петара и Мунцимира и сам взошёл на хорватский княжеский трон. Своё правление он начал с кровавой расправы над оппонентами и пиратскими атаками на флот Венецианской республики. Папа римский Иоанн VIII в своих письмах называл Домагоя «Славный князь славян» (лат. Gloriosus dux Sclavorum) и призывал остановить убийства и пиратские рейды. После смерти Домагоя Венецианская республика называла его «Худший князь славян» (лат. Pessimus dux Sclavorum).
Во второй половине IX века в результате династических переворотов хорватский престол занимали князья Здеслав (сверг сына Домагоя), Бранимир и Мутимир (ок. 892—910).
В 871 году хорваты Домагоя вместе с франками отбили у арабов город Бари в Италии.
В 878 году власть наследовал Здеслав «из рода Трпимира». В 879 году новый заговор, организованный родственником Домагоя Бранимиром, которого поддерживали недовольные усилением византийской власти над Хорватией, привёл к убийству Здеслава и воцарению Бранимира, который путём дистанцирования от Византии и союза с папским престолом добился для Хорватии фактической независимости. К 870-м годам относится надпись на камне «князя хорватов» Бранимира. Бранимир, чьё имя переводится как «защитник мира», правил в условиях мира. Он умер в 892 году, после чего Мунцимир, третий сын Трпимира I без противодействия стал новым князем Приморской Хорватии. Княжеский двор располагался в Клисе, хотя князья часто пребывали и в Книне, Нине, Бихаче, Солине, Омише, Шибенике и Биограде. Кроме Клиса (располагался вблизи Сплита с резиденцией архиепископа) столицами стали города Книн и Нин (оба города в разные периоды были резиденциями епископов).
Раннесредневековая археологическая белобродская культура, процветавшая в X—XI веках в Центральной Европе, представляет собой синтез культуры завоевателей-венгров, привнесённой в Карпатский бассейн около 900 года, и более ранних культур, существовавших на территории современных Хорватии, Венгрии, Румынии, Сербии и Словакии до венгерского завоевания.
В IX—XI веках здесь были возведены большие церкви. Первым лицом после короля была придворная должность бана, которому передавалась дань. В XI веке свободные крестьяне, видимо, образовывали большинство среди земледельцев.

#### Хорватское королевство

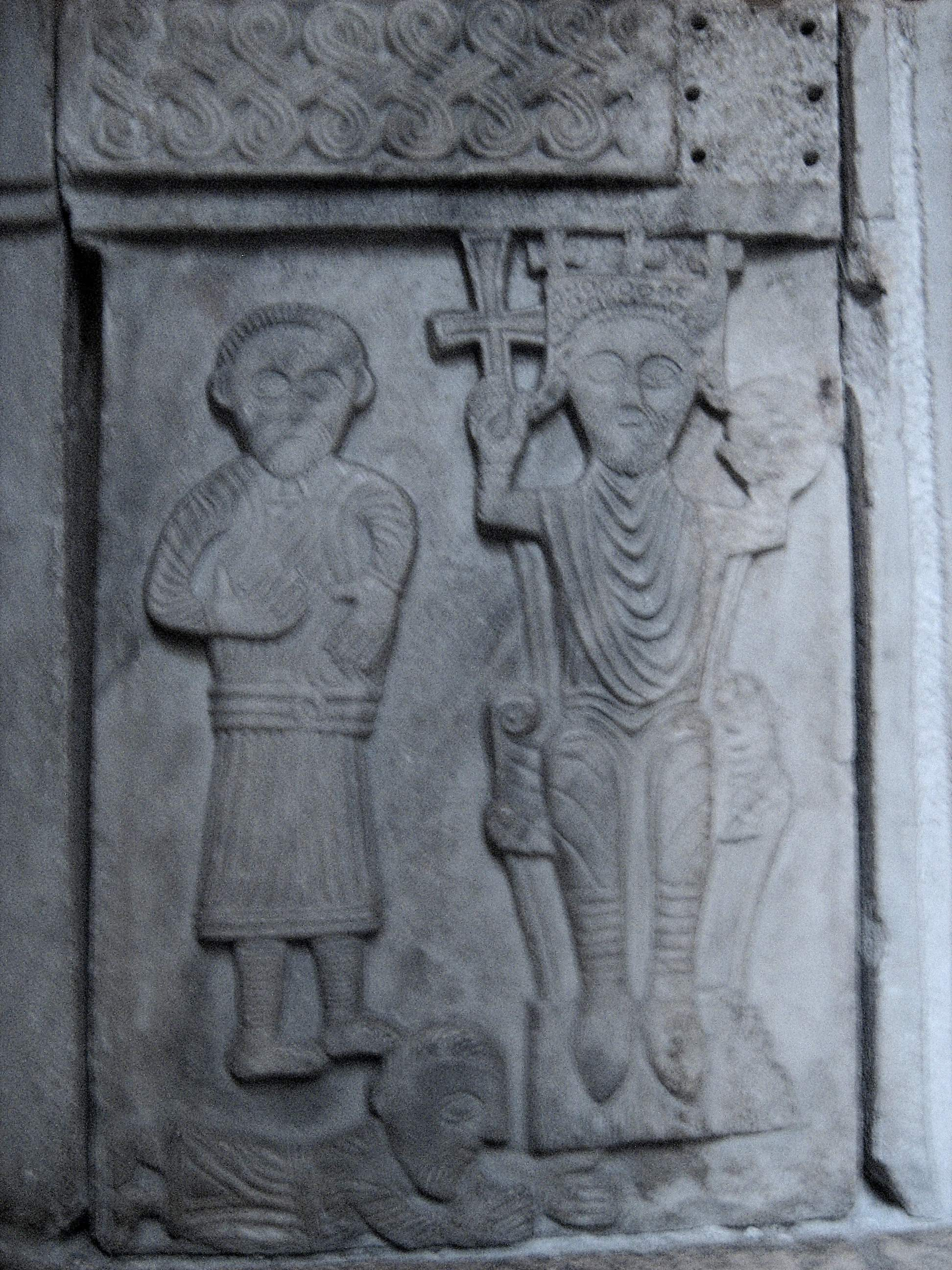
Изображение хорватского государя в Сплитском соборе, XI век

В 925 году хорватский правитель Томислав в письме папы был впервые назван королём. Именно с Томиславом обычно связывают возникновение хорватского королевства: начиная с Томислава хорватские правители обычно именовались королями — rex Chroatorum. Томислав присоединил к своему государству земли Славонии и отразил натиск болгар и венгров. Согласно сведениям сплитского хрониста XIII века, Степан Држислав (969—997) и его преемники были «королями Далмации и Хорватии». Знаки королевской власти они получали от Византии.
До середины X века вместо более позднего понятия «Хорватия» в местных и зарубежных источниках использовались политические термины «земля хорватов», «король хорватов». Папские документы X—XI веков применительно к Хорватии используют термины «Славиния», «земля славинов», «славяне». К IX веку относится упоминание жуп, или жупаний, которые возглавлялись жупанами. Жупаны обычно были знатными землевладельцами, обладавшими правом сбора податей. Константин Багрянородный упоминает 11 жуп и одну бановину, которые располагались в Далматинской Хорватии. Кроме свободных земледельцев существовали также колоны, отроки (слуги, сервы) и рабы. Папа Иоанн VIII называл Здеслава «дорогим сыном и славным славянским князем». В IX веке в Далматинской Хорватии благодаря ученикам Кирилла и Мефодия получила развитие славянская письменность. В некоторых церквях использовалась глаголица, которая распространилась на светскую сферу. Старейшим хорватским датированным глаголическим памятником, дошедших до наших дней, считается «Башчанская плита» 1100 года. Впервые о славянском богослужении в Далмации и Хорватии упоминают документы Сплитского церковного собора от 925 года. Этот и последующие церковные соборы ограничивали или запрещали славянское богослужение, но в конце концов церковь признала право на использование славянской богослужебной письменности. Кроме того, церковный собор 925 года подчинил Нинскую и все другие окрестные епископства Сплитской архиепископии. На сплитском соборе 927 года Нинская епископия была упразднена: таким образом Хорватия лишилась церковной самостоятельности.

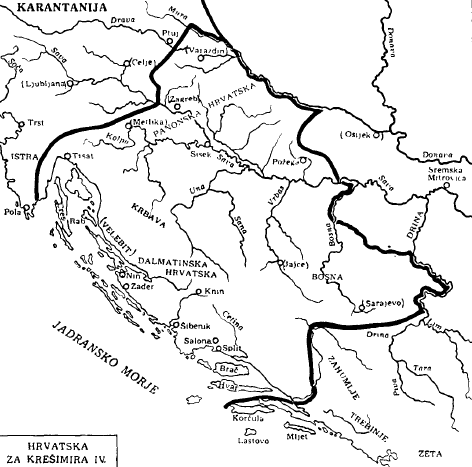
Хорватия при Петре Крешимире IV

В X—XI веках в состав хорватского государства входили земли бассейнов рек Савы, Крупы до среднего течения Дравы на северо-востоке. Эта область вошла в состав Хорватии в X веке и носила название Славония (Склавония), Хорватией же часть Славонии стала называться только в XIII веке (тогда же Славония получила статус «королевства»). После захвата Венецией ряда городов и островов в Далмации в 1000 году Хорватия начала войну. В 1035 году королём Хорватии-Далмации стал представитель хорватской династии Стефан, находившийся в родственных связях с венгерским королём. Тогда власть в Посавье перешла к бану. Во время правления Петра Крешимира IV (1058—1073) Хорватия вернула себе города и острова. При нём хорватское государство достигло вершины своего могущества. Государство в это период состояло из Славонии, Далмации и Боснии. Церковный собор в Сплите в 1060 году запретил славянам занимать церковные должности без знания латыни. Приблизительно в конце 1060-х — 1070-х годах к Хорватии отошли земли между реками Цетиной и Неретвой. Дмитрий-Звонимир (правл. 1074—1089) получил от папских послов знаки королевской власти, и в 1075 году признал себя вассалом папства. В 1075 году ряд городов и островов Далмации были заняты норманнами, а позднее — венецианцами. После недолгого правления последнего представителя Трпимировичей — Степана (1090—1091) началась междоусобица. Во время смуты в конце XI века король Венгрии Ладислав I, приходившийся родственником Дмитрию Звонимиру, подчинил Славонию, и в 1094 году основал там Загребское епископство. Загреб превратился в центр Славонии. В культурном отношении раннесредневековая Хорватия находилась под влиянием Византии (церкви в Нине, Трогире, Сплите; Задарский собор IX века) и Италии (бенедиктинские монастыри). В письменности кроме латыни существовала славянская литература на кириллице (недолгое время) и глаголице.

### Под властью Венгрии

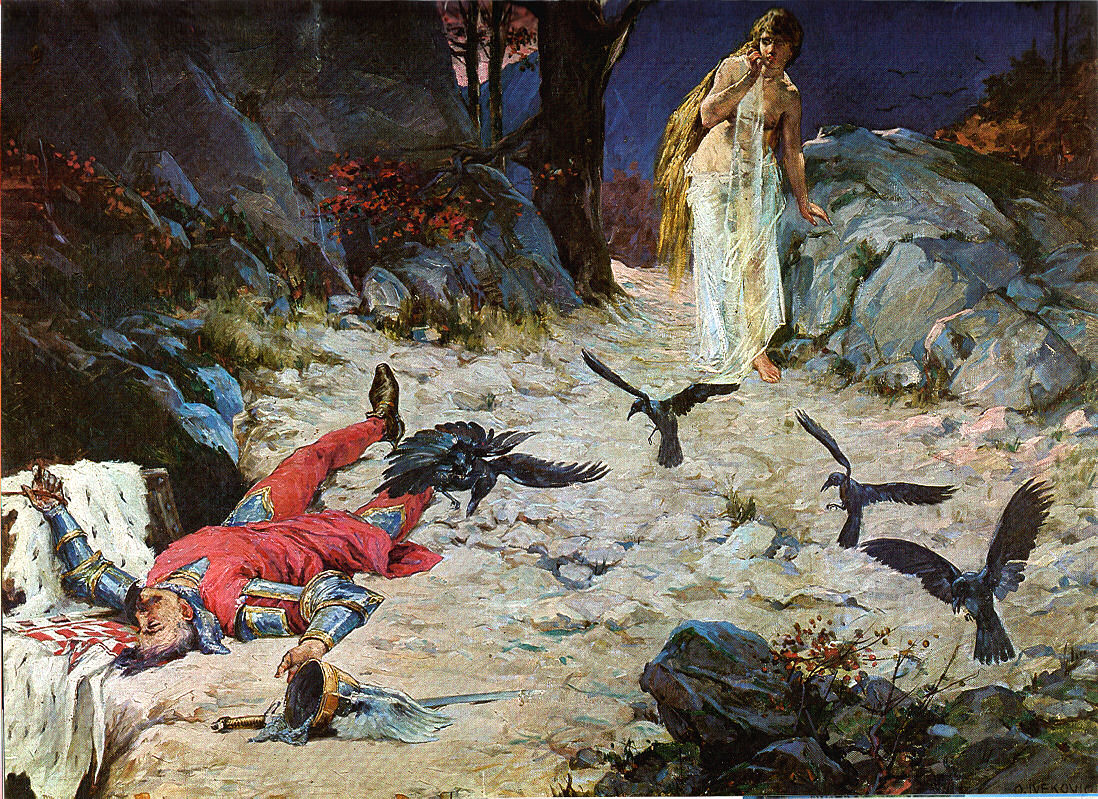
Смерть короля Петра на горе Гвозд. Худ. О. Ивекович

После того, как в битве с венграми погиб хорватский король Петр, венгерский король Коломан огласил свои притязания на хорватский престол. По сообщению рукописи 1387/1388 года, в 1102 году Коломан заключил с хорватской знатью договор, по которому Коломан намеревался присоединить к своим владениям всю Хорватию, при этом хорватские вельможи освобождались от уплаты королевских налогов. В том же году Коломан короновался в Биограде. В исторической науке нет единого мнения относительно того, каким образом к Венгрии была присоединена Хорватия: путём завоевания или заключения договора. Однако несомненно, что хорватские земли сохранили какую-то автономию.
В 1167 году Срем, часть Боснии и Далмации оказались под властью Византии. В то же время Венеция захватила ряд островов. При венгерских королях Андрее II (1205—1235) и Людовике I (1342—1382) Далмация на короткое время входила в состав Венгрии, но затем власть над Далмацией снова перешла к Венеции. В 1409 году претендент на венгерский трон Ладислав за 100 тысяч дукатов продал венецианцам «все права» на Далмацию. К Венеции отошли также острова к северу от Задара. Хорватские земли сохранили выход к морю у города Сень. Центр Хорватии переместился на север. В 1222 году король Андрей II издал «Золоту буллу», которая предоставила дворянству привилегии. Булла действовала в Венгрии и Славонии. В начале XIII века хорватские земли получили название «Королевство Хорватия, Славония и Далмация». В XIII веке в Хорватии и Славонии появились саборы — собрания представителей дворян, на которых решались вопросы управления, обороны, финансов. Хорватия была разделена на хорватско-далматинскую и славонскую бановины. После вторжения турок в первой половине XVI века дворяне стали переселяться на север: по этой причине в 1533 году саборы заседали сообща в Загребе, а с 1557 года хорватский сабор больше не созывался. В XVI веке сабор выдвигал кандидатуру бана. В XIII веке влиятельными дворянами в Хорватии и Славонии были Франкопаны, Зринские, Качичи, Шубичи (владели далматинские городами), Бабоничи. Шубичи неоднократно становились банами Далмации, а Бабоничи — Славонии. В XIII веке кроме жупана носителем судебной и административной власти стала скупщина жупании. В 1241 году в Венгерское королевство вторглись монголы, которые разорили хорватские земли. Ряд хорватских городов получил самоуправление и название «свободных королевских городов»: Градец (Загреб), Вараждин (1220), Вуковар (1231), Самобор (1233) и Петриня. С XIV века королевские города управлялись каштелянами. В 1260 году хорватские земли были разделены на две части — Славонию и Хорватию с Далмацией. В 1293 году Павел Шубич, стремившийся к самостоятельности, провозгласил себя «баном хорватов». В конце XIII века князья Брибирские (Шубичи) получили в наследственное владение должность бана и стали крупнейшими землевладельцами Хорватии. В это время Хорватия оставалась политически и церковно раздробленной, и не имела единого центра.

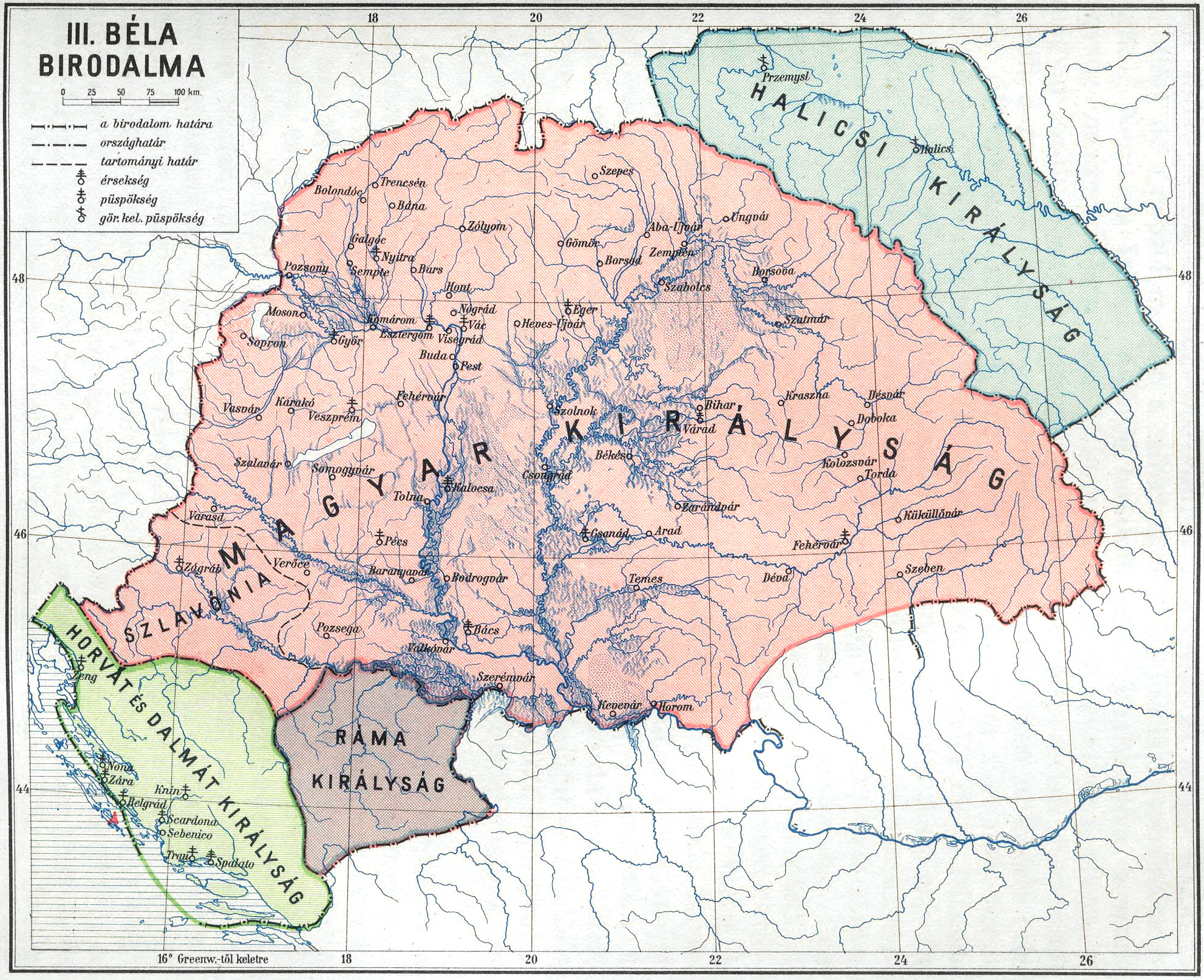
«Королевство Хорватии и Далмации» в конце XII века. Славония показана частью Венгрии

До XIII века коронация хорватского короля проходила отдельно от венгерской коронации. В Хорватии короля иногда заменял герцог — сын или брат короля, двор которого находился в Загребе, Задаре, Книне или Бихаче. Герцог созывал сабор и назначал банов. В Славонии поселилось большое количество венгерских дворян. В Хорватии же (к югу от Гвозда) венгерских феодалов не было. В Славонии до битвы при Мохаче (1526) феодалы уплачивали куновину в денежном выражении. Население приморских городов, по видимому, до XII века было в основном романским. При последующей славянизации этих городов для обозначения их населения сохранялось название «латиняне». В источниках население этих городов называлось «латинянами» и «далматинцами». «Хорватия» простиралась за чертой города, внутри которого «славяне» были чужаками. В конце XIII века Трогир, Задар и Сплит договорились не принимать князя «из Склавонии». Далматинцы использовали латынь. В торговли и в сношениях с венецианцами в ходу был итальянский язык. Славянский стал языком повседневного общения только в XV—XVI веках. В XVI веке в сознании далматинских авторов появляется чувство принадлежности к хорватам. Население Славонии в XV веке называло себя славянами или «савонцами», выходцы из Далмации для них были хорватами или хорватинами. Землю свою славонцы часто называли Савонией — от реки Савы.
В Славонии (между Кварнерским заливом и Дравой) в XII—XIII веках свободные общинники окончательно перешли в зависимое положение кметов или колонов. В XIII—XIV веках большинство крестьян выполняли барщинную работу на виноградниках и пахотных землях феодалов, которая составляла от 6 до 26 дней в году. После установления венгерского господства в Хорватии существовали своеобразные корпорации знати («generatio», «tribus» или «племе»). Каждая корпорация имела своё патронимное наименование. Многочисленные свидетельства об этих «племенах» относятся к XIV — началу XVI веков. В основной свой массе «племена» состояли из свободных землевладельцев — племичей, находившихся в привилегированном положении. Часть племичей имело зависимых крестьян. Отдельные семьи «племён» превратились в крупных магнатов, среди которых были князья Курьяковичи из «племени» Гусичей, князья Нелипчичи из «племени» Сначичей и князья Брибирские из «племени» Шубичей. По источникам XIV—XV веков магнаты неоднократно захватывали земельные владения племичей. С начала XIV века всё крестьянство Венгрии было определено законом как зависимое. В XV веке право крестьян на уход из имения ограничивалось, пока в 1514 году не было совсем запрещено. Закрепощение крестьянства позволяло землевладельцам обеспечить себе свободу торговли сельскохозяйственными продуктами. С конца XV века венгерские феодалы получили право казнить крестьян. После утраты независимости хорватские земли сохранили официальное название «Королевства Хорватии и Далмации». Славонией с 1184 года управляли герцоги, а с 1215 года — баны.

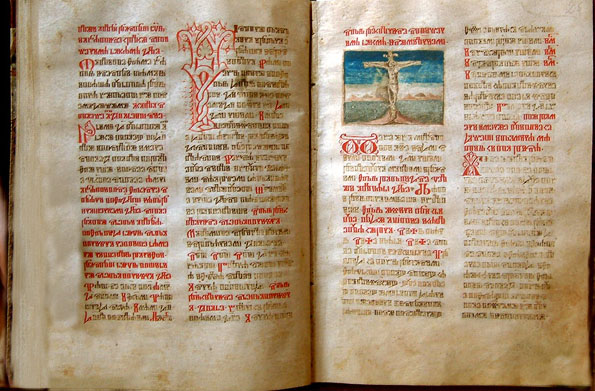
Хорватский глаголический миссал XV века

К 1288 и 1440 годам относятся памятники права — Винодольский и Полицкий статуты на хорватском языке, составленные на основе норм обычного права.

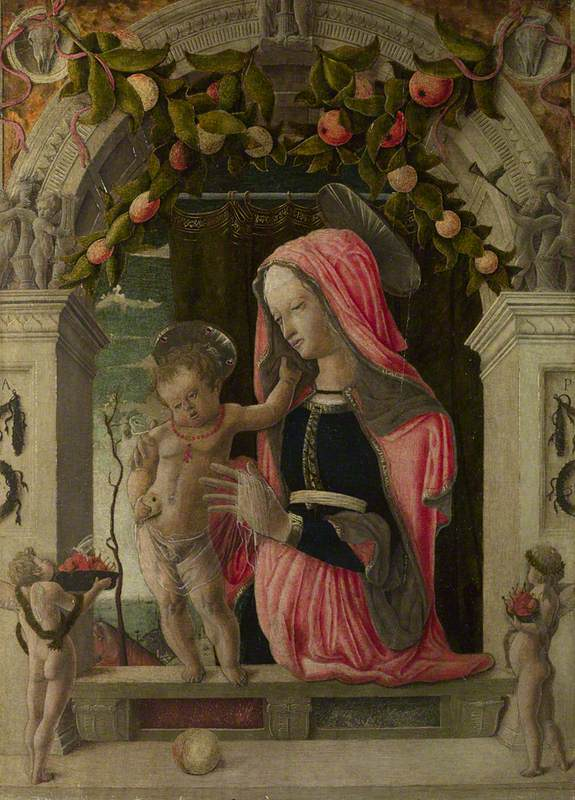
Джорджо Скьявоне. Мадонна с младенцем, между 1456 и 1460. Лондонская национальная галерея, инв. NG904

На XV век пришёлся расцвет глаголической письменности. В 1483 году был напечатан первый глаголический миссал. К 1345 году относится написание задарского доминиканского статута — древнейшего хорватского текста на латинице. В 1435 году в Венеции было опубликовано первое произведение на живом хорватском языке средней Далмации «Евангелистар». Со второй половине XV века, в связи с бегством от турок, много глаголяшей появилось в Загребском епископстве. В славянском католическом мире только в Хорватии использовалась славянская глаголическая письменность. Славония в XV веке осознавала свою принадлежность к Венгрии, а в Далмации в это время впервые проявилось хорватское сознание. Деятели культуры Далмации учились в Венеции и Падуе, а затем работали на родине. Среди них крупный архитектор Юрай Далматинец и один из наиболее известных представителей падуанской школы живописи Джорджо Скьявоне.
Во второй половине XV века начались систематические вторжения турок вглубь хорватских земель. В 1468—1483 годах они опустошили Славонию и Хорватию. В Крбавской битве против турок 9 сентября 1493 года хорватское войско потерпело поражение. С этого времени боснийские мусульмане стали постоянно вторгаться в Хорватию и Славонию.
После битвы на Косовом поле (1389) в Хорватии и Славонии поселились сербы. В XV веке из южных районов Балкан на хорватскую территорию в большом количестве мигрировали влахи (скотоводы романского происхождения), часть которых со временем славянизировалась. На рубеже XV—XVI веков турки захватили Срем, затем Славонию до Осиека и южные районы Хорватии.

## Новое время

### XVI век

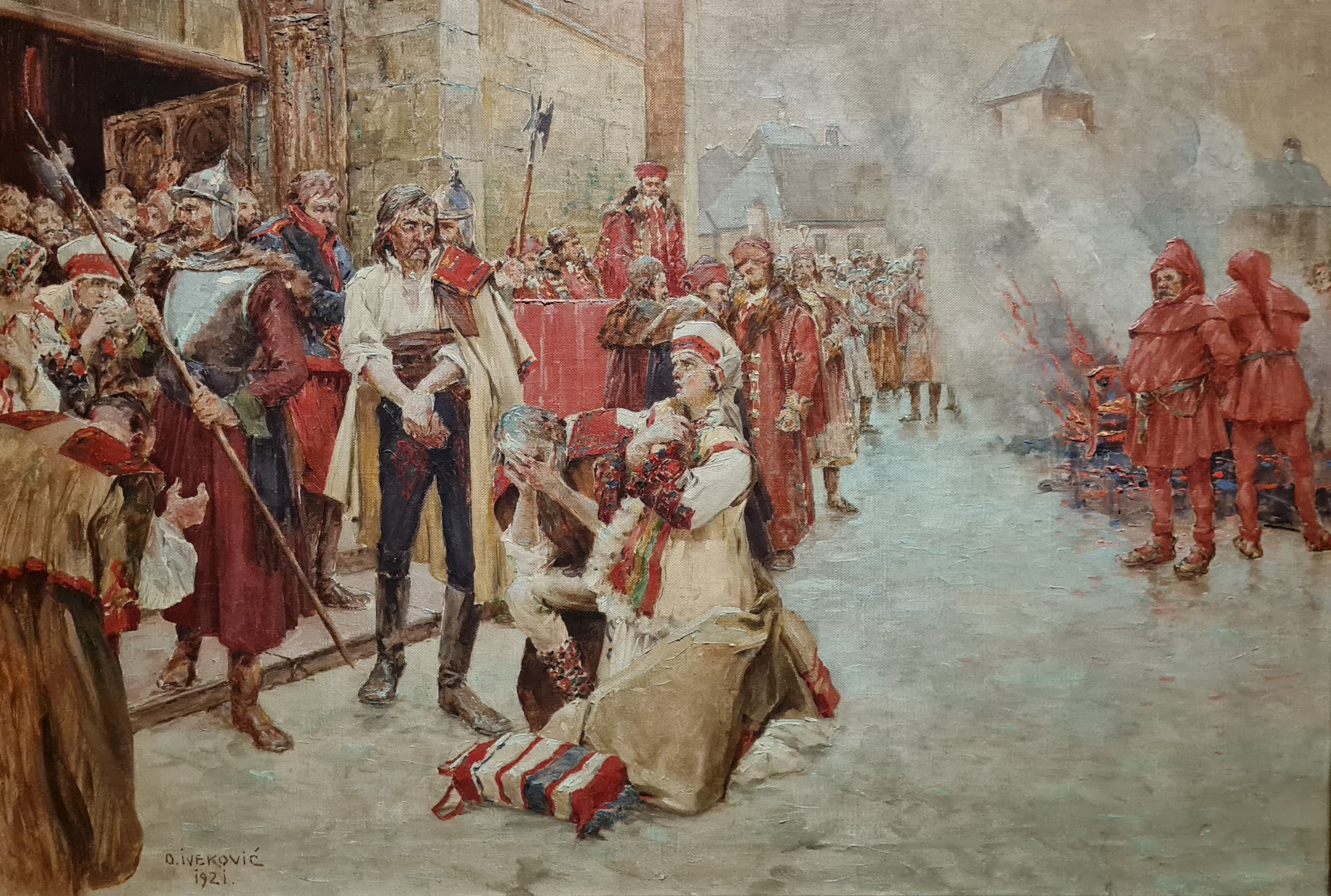
Казнь М. Губеца в Загребе.
Худ. О. Ивекович (1912)

С конца XIV века хорваты стали мигрировать на север, в том числе в междуречье Савы и Дравы, где постепенно утвердилось название Хорватия: в XVI веке это была уже территория вокруг Загреба. В хорватских городах поселились итальянцы и немцы. В 1541 году турки захватили венгерский город Буду. На Цетинском саборе хорватские сословия принесли присягу Фердинанду I Габсбургу (правл. 1556—1564). В 1537 году турки захватили Клис, после чего овладели землями до реки Неретвы. В 1550-х — 1570-х годах происходило несколько крестьянских восстаний. Крупнейшее из них произошло в 1573 году под руководством Матия Губеца.
С первой половины XVI века большинство хорватов оказалось под властью турок. Вскоре после битвы при Мохаче (1526) турки заняли часть восточной Славонии. Из Боснии большинство феодалов бежало в Венгрию и Хорватию. В Боснии все землевладельцы стали наследственными со второй половины XVIII века. Суд вершили кадии, которые руководствовались Кораном. Обычно наказание заключалось в уплате штрафа, тяжкие наказания состояли в членовредительстве (лишении языка, носа или руки). Смертная казнь осуществлялась через сажание на кол. Население делилось в основном на правоверных и остальную массу — райю (стадо). Христиане уплачивали десятину и налог с очага. Раз в несколько лет собиралась дань детьми, которых забирали в Стамбул на службу государства. Девушек отправляли в гаремы.

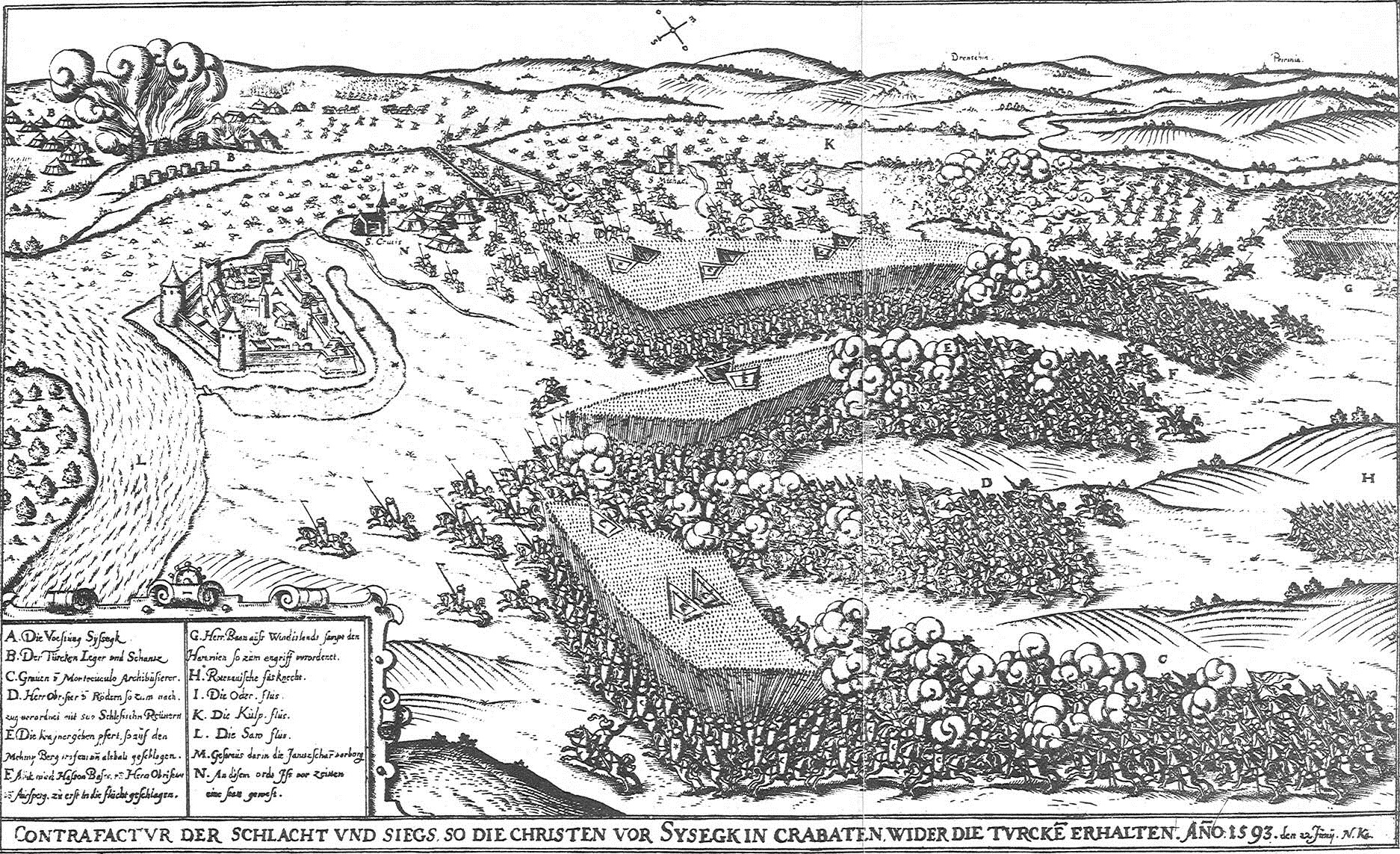
Битва под Сисаком (1593)

В 1592 году на саборе было принято решение о всеобщей мобилизации, предполагавшей участие в войне с турками всего дворянства и духовенства, а также горожан и отчасти крестьян. С битвой под Сисаком (1593) закончился начавшийся в 1493 году оборонительный период войн с турками. С конца XVI века хорватские земли образовывали Триединое королевство «Хорватии, Славонии и Далмации». Геополитическое название «Хорватия» закрепилось за областью с центром в Загребе. Эту пограничную полосу австрийской территории хорваты назвали «остатками остатков некогда славного Хорватского королевства».
После того как король Матвей Корвин организовал укреплённый участок — Сеньскую «капетанию», из неё развилась хорватско-славонская Военная граница. Проникшая в Хорватию в первой половине XVI века Реформация не получила здесь серьёзного распространения. По решению сабора 1604 года протестанты должны были покинуть Хорватию. Австрия усиленно переманивала население, охранявшее границу Османской империи. Большинство переселенцев оседали на королевских землях, меньшая часть — на помещичьих. Здесь перебежчики-влахи пасли скот и занимались земледелием. Вознаграждением за охрану границы был небольшой участок земли, хлеб, сукно. Также они грабили население на территории Османской империи. Командирские должности и доходные места в управлении Границей были заняты немцами. Массу граничар составляли хорваты, сербы и влахи. При этом термином «влахи» условно стали называть православных переселенцев с османской территории. К концу XVI века на Границе находилось 88 укреплённых пунктов. В XVII веке венгерское государственное собрание трижды издавало постановление об отмене привилегий влахов. Большинство влахов исповедовали православие и переходили на сербский язык. В XVIII—XIX веках у влахов утвердилось сербское национальное самосознание.

### XVII век

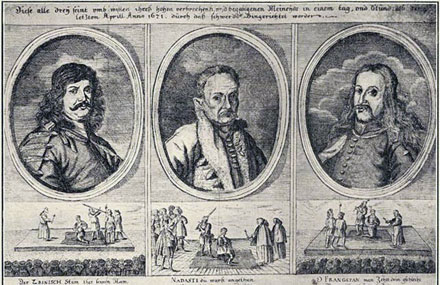
Зринский, Франкопан, Надашди, Ференц (III) и их казнь.

В XVII веке основным видом эксплуатации крестьян стала барщина, которая отрабатывалась ежедневно. Важным источником доходов знати от вина стала горница. Десятина в пользу церкви уплачивалась зерном, мёдом, вином или свиньями. Феодалы занимали монопольное положение в торговле. На протяжении XVII века граничары неоднократно поднимали восстания. Крупные восстания граничар произошли в Вараждинском генералате в 1665—1666 и в 1697 годах.
В 1669 году хорватская и венгерская знать организовала заговор против Габсбургов, результатом которого должен был стать переход под власть Османской империи на правах автономии. В Загребе Ф. К. Франкопан призвал жителей города присоединиться к Петру Зринскому, потому что турки «оставят нетронутыми веру, свободу и конституцию страны». Оба хорватских магната были арестованы и 30 апреля 1671 года казнены.
В 1683 году турки вновь объявили войну Габсбургам, в битве под Веной погиб Ю. Крижанич, возвращавшийся на родину из России. Австрийские, венецианские и хорватские войска развернули наступление на турок. Большая часть Венгрии, Хорватии и Славонии была освобождена к 1687 году. В том же году Леопольд определил наследственное право династии на венгерский престол. К 1699 году территория Хорватии увеличилась более чем вдвое. Австрийская армия вторглась в Сербию, Боснию и Македонию, но была вынуждена отступить из-за войны с Францией. В 1699 году между Австрией и Османской империей был заключён Карловицкий мир. Пожаревацкий (1718) и Белградский (1739) договоры надолго стабилизировали австро-турецкую границу. С войной 1683—1699 годов связано переселение тысяч турок и славян-мусульман из Венгрии и Славонии в Боснию.

### XVIII век
В Славонии в начале XVIII века вместо барщины существовала денежная рента. В 1737 году для Славонии был издан первый королевский перечень повинностей — «Карлов урбар». Было запрещено отнимать землю у крестьян и требовать отработку барщины. Однако, в дальнейшем барщина всё же применялась. В Вировитицкой жупании в 1754—1755 годах произошло крестьянское восстание. Во второй половине XVIII века барщина была ограничена одним днём в неделю с площади селища со своим скотом и инвентарём или двумя днями без скота. В 1785 году Иосиф II предоставил крестьянам личную свободу с правом ухода, перемены занятий и обучения детей. Земля при этом оставалась в собственности помещиков. В 1726 и 1770—1779 годах в направлении морских портов были проложены дороги Каролина и Йозефина. В начале XVIII века важное значение приобрёл речной путь по Саве. Восточная Славония в конце XVIII века переживала интенсивную немецкую колонизацию. В конце века в Славонии и Хорватии насчитывалось 8 королевских городов. Загреб и Вараждин (крупнейший город Хорватии) становятся экономическими центрами: в этих городах находились дворцы богатых дворян. На побережье быстра росла Риека.
Хорваты и другие граничары участвовали в войне за Австрийское наследство (1741—1748) и Семилетней войне (1756—1763). В середине XVIII века немецкий язык стал официальным и командным языком граничар. Граничары принимали участие в походе Наполеона на Россию.
В 1767 году Мария Терезия основала в Вараждине правительство Хорватии — Хорватский королевский совет. В 1779 году он был ликвидирован и хорватские земли были подчинены венгерскому правительству. В 1776 году в Загребе была основана Королевская академия наук (будущий Загребский университет) с теологическим, юридическим и философским факультетами.

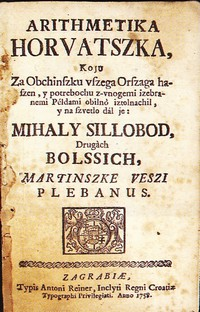
«Арифметика хорватская» (1758)

С 1751 года Славония отправляла своих делегатов в государственное собрание Венгрии. В то же время Славония имело своё представительство и в хорватском саборе. Славонец М. А. Релькович в 1767 году издал «Славонскую грамматику» родного языка. Особую административную область составляла Военная граница. 1776 году после пожара в Вараждине хорватская столица была перенесена в Загреб. В 1786 году к югу от Риеки было образовано Венгерское приморье, которым управлял венгерский губернатор.
В 1785 году Венгрия, Славония и Хорватия были разделены на 10 округов; Хорватия — Славония как особая административно-политическая единица прекратила существование. В 1787 году собственно Хорватию населяло 648,4 тысячи человек. В ней насчитывалось 9121 дворянин (взрослые мужчины). В Загребе (община Градец) проживало 2815 человек. В конце XVIII века хорватский сабор признал Венгерский Наместнический совет правительством Хорватии, отказавшись от административно-финансовой самостоятельности страны. Латынь осталась официальным языком, в войске решено было употреблять хорватский народный язык.
В 1794 году епископ М. Врховац открыл в Загребе типографию, в которой печатал книги на латинском, немецком языках и на кайкавском диалекте народного хорватского языка. После оккупации Далмации австрийцами в 1797 году некоторые хорватские интеллигенты мечтали присоединить эту область к Хорватии. В управлении Далмации остался итальянский язык. В большинстве городов открывались основные школы на итальянском языке. Хорватский язык сохранялся в семинариях Задара и вблизи Омиша. Документы на землю и дворянские грамоты в Хорватии были составлены на латыни.

### XIX век

#### Первая половина XIX века
В 1809 году хорватские земли южнее Савы вошли в новообразованные Иллирийские провинции Французской империи. После занятия австрийцами Иллирийских провинций в 1813 году Далмация вошла в состав Триединого королевства Хорватии, Славонии и Далмации, но подчинялась непосредственно Вене. С 1816 по 1822 год засавские районы Хорватии входили в австрийское «Королевство Иллирию». Далмация вновь стала «королевством». Большинство населения этой австрийской провинции в середине XIX века составляли католики, около одной пятой — православные и до 3 % — итальянцы. Кроме итальянцев на итальянском языке разговаривало местное чиновничество и купечество. Хорватия оставалась крайне отсталой страной до конца XIX века.

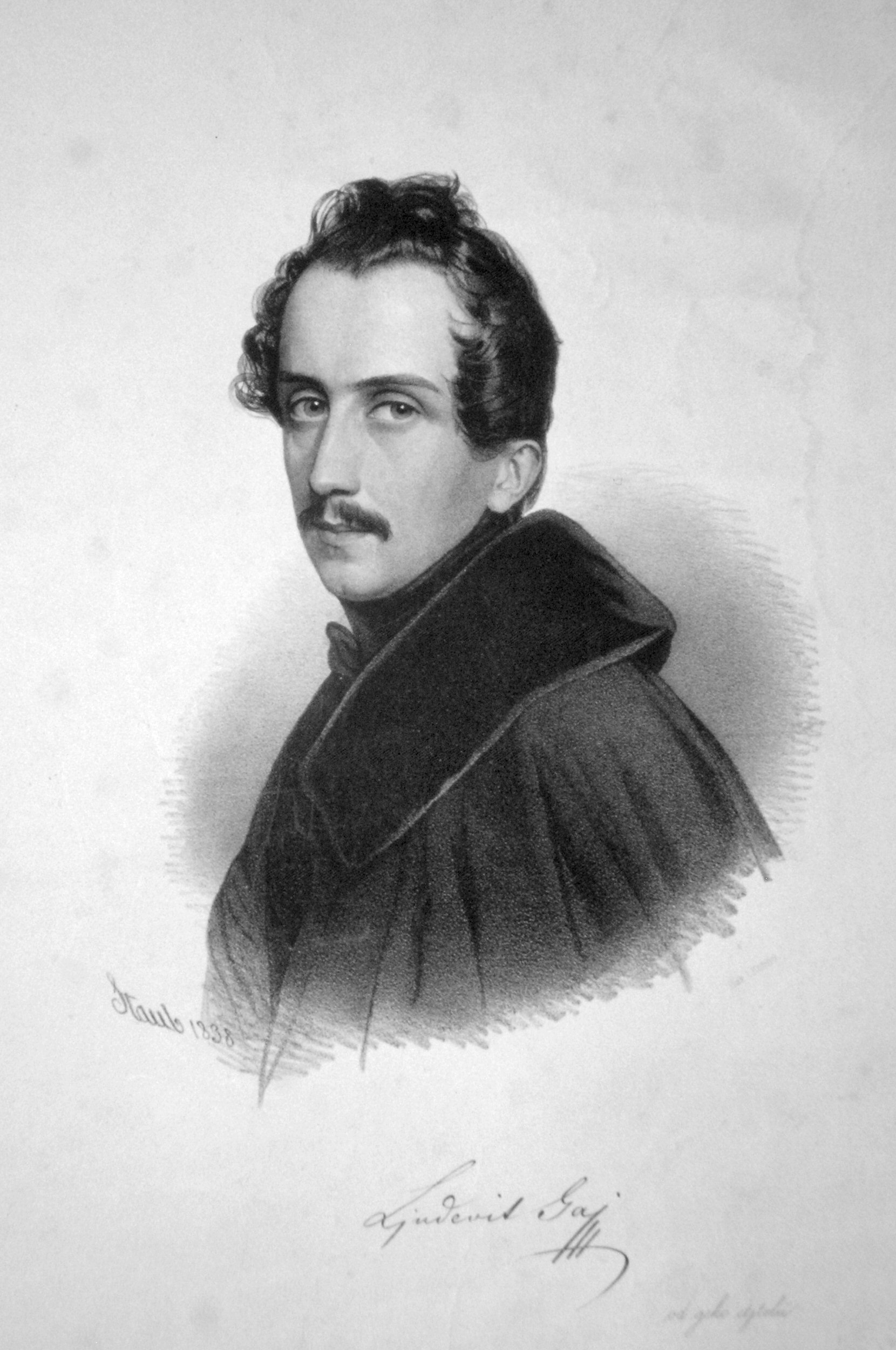
Л. Гай

В первой половине XIX века хорватские земли были слабо связаны между собой, их население сохраняло местные наименования: хорваты, славонцы, далматинцы. Организованной стадией хорватского национального возрождения являлся иллиризм (1835—1847). Деятели хорватского иллиризма некоторое время были готовы отказаться от национального этнонима, надеясь на то, что сербы в хорватских землях последуют за ними и появится «национальное единство» под общим названием «иллиры». В 1832 или 1832 году Л. Гай написал стихотворение «Согласие и объединение хорватов», в котором так обозначил хорватские земли (включив в них словенские и боснийские земли): «все хорваты древнего государства: Лика, Крбава, Крайна, Штирия, Каринтия, Славония, босняки, истриянцы и Далмация». Вскоре Л. Гай перевёл свою газету «Новине» с кайкавского диалекта на штокавский. В 1840 году возникло две враждебные друг к другу партии дворян: Хорвато-венгерская, которая смотрела на Венгрию как на опору хорватского дворянства, и Иллирийская, состоявшая из сторонников иллиризма. В 1842 году Л. Гай писал: «Не благодаря ли иллиризму хорватское и славонское имя стало известно среди всех цивилизованных народов Европы, как никогда со времени своего возникновения?». В 1842 году было основано издательское общество «Матица иллирийская». В 1845 году было получено разрешение на создание в академии кафедры национального языка и литературы. В 1847 году был открыт Народный дом, в котором разместились все национальные общества. Загреб превратился в настоящий культурный центр хорватов. Влияние иллиризма распространялось в основном в Хорватии; в Далмации и Славонии национальное возрождение развивалось более медленными темпами. В Далмации с 1814 по 1844 год не появилось ни одной хорватской книги для образованных читателей.

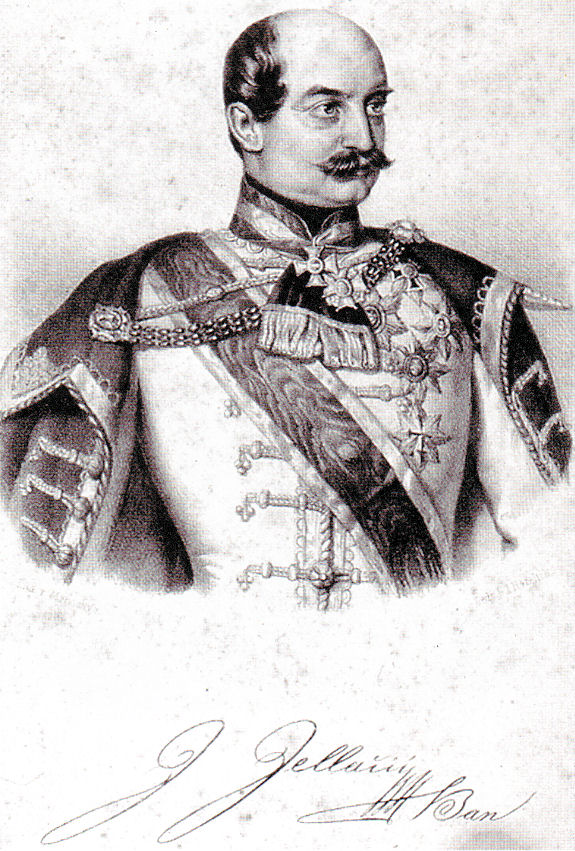
Й. Елачич

В 1844 году А. Кузманич начал издавать в Задаре журнал «Зора Далматинска», которая распространяла идеи широкого применения хорватского языка. Кузманич видел в Далмации подходящий центр складывавшейся хорватской нации. 23 октября 1847 года сабор утвердил национальный язык в качестве официального вместо прежней латыни. Сербский филолог Вук С. Караджич считал, что определять национальность по религиозной принадлежности бессмысленно. В 1849 году он выступил со сборником «Ковчежич», в котором утверждал, что хорваты, принявшие штокавский диалект в качестве литературного языка, являются сербами («сербы все и всюду»). В 1849 году Караджич публично выступил против хорватского этнонима: в «Ковчежиче» он отнёс кайкавцев к словенцам.
Во время революции в Австрии (1848—1849) консервативные и либеральные круги были заинтересованы в сохранении государства Габсбургов в новом виде — австрославизма. 13 мая 1848 года в Сремски-Карловцах состоялась «Майская скупщина», провозгласившая самостоятельную область Воеводину. 23 марта 1848 года баном был назначен Йосип Елачич. На хорвато-венгерских переговорах в Вене в июле 1848 года Й. Елачич потребовал от венгров среди прочего признания прав Хорватии и Воеводины. Затем он объявил Венгрии войну и 11 сентября перешёл границу на Драве. На подступах к Пешту войскам Елачича было оказано сопротивление, и Елачич ушёл на подавление восстания в Вене. В 1849 году Хорватия была отделена от Венгрии, в отдельную область была выделена «Сербская Воеводина и Темешский Банат» с центром в Темешваре. По Основному закону 1850 года за граничарами была признана собственность на участки, упразднялась трудовая повинность.

#### Вторая половина XIX века
Задруги объединяли несколько десятков членов, а после 1848 года в большинстве задруг состояло не более десяти членов. Раздел задруг в XIX веке происходил через трудную судебную процедуру. Распад задруг продолжался до середины XX века. В 1848 году было объявлено о ликвидации феодальных отношений в Хорватии и Славонии. С 1858 года начали действовать урбариальный суды. Споры крестьян с землевладельцами доходили до острых конфликтов. Патент 1857 года предполагал создание фонда для выплаты возмещения землевладельцам, который формировался за счёт выкупного налога. В 1908 году прошёл последний судебный процесс крестьян с землевладельцами.
В 1850 году была открыта телеграфная линия Вена—Загреб. В 1851 году начала действовать регулярная почта. В 1852 году в Загребе было основано архиепископство, объединившее некоторые хорватские земли, а также католиков Боснии. Таким образом, церковь Хорватии стала независимой от Венгрии. В 1857 году в Триест и в 1862 году в Сисак были проведены первые железнодорожные линии.

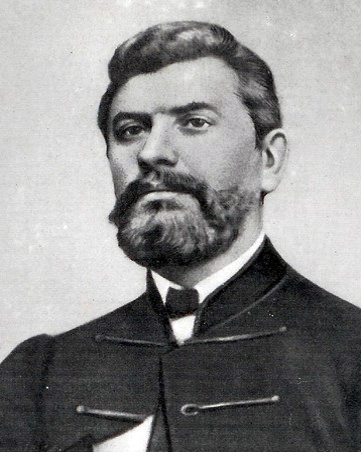
А. Старчевич

В 1850-х годах А. Старчевич сформулировал основные черты своей идеологии: хорваты — государствосозидающий народ, а сербы (от servus) — «нищее простонародье». А. Старчевич — сторонник независимости Хорватии. Он считал необходимым воссоединение хорватских земель, и с согласия населения — «северо-западного края» Хорватии (то есть Словении). К системе власти Габсбургов Старчевич испытывал ненависть, и считал всё немецкое «варварским». Мусульмане Боснии для него были частью хорватского народа. В 1850 году император одобрил решение сабора от 10 июня 1848 года, провозгласившего народный язык (lingua nationalis) в качестве официального в Хорватии, Славонии и Далмации. C 1855—1856 годов в хорватской печати стал чаще использоваться этноним «хорват». При этом сохранялся славонский патриотизм, являвшийся следствием длительной изоляции Славонии от Хорватии. Б. Шулек в 1852 году доказывал, что далматинцы, славонцы и дубровчане — хорваты. Грамматика А. Мажуранича называлась «Slovnica hervatska» (1859). А. Мажуранич считал, что сербский и хорватский — «тот же язык» «того же народа». С 1851 года обязательным языком в школах Хорватии стал немецкий. На нём преподавалась математика, физика, история и естествознание. С 1854 года в преподавании гимназий с четвёртого класса вводился немецкий язык. На хорватском языке стали учить только хорватскому языку и Закону Божьему. В 1860 году хорватский язык вернулся в гимназии.
В 1860 году раздробленность Венгрии была ликвидирована. Воеводина и Меджумурье вскоре вернулись в состав Венгрии. В Австро-Венгрии Хорватия должна была находиться под властью венгерского правительства. В 1868 году было заключено Венгеро-хорватское соглашение, по которому хорваты получили самые широкие права среди славянских народов Австро-Венгрии. Сабор имел право издавать законы в областях администрации, юстиции, церкви и просвещения. Законы исполняло правительство, которое возглавлялось баном (назначался королём). В 1866—1867 годах была открыта Югославянская академия наук и искусств. В 1869 году в Хорватии, Славонии и Хорвато-славонской Военной границе проживало 1,8 млн человек. При этом доля католиков в населении Хорватии и Славонии составляла 83 %, православных — более 15 % (на территории Военной границы — 49,3 %). В Далмации в том же году проживало 457 тысяч человек, из которых 82 % составляли католики и около 18 % — православные. В Истрии проживало 254,9 тысяч человек, из которых 30 % были итальянцами и 12 % — словенцами.
После поражения революции 1848 года Королевство Иллирия было упразднено и хорваты потеряли значительную часть своей автономии, невзирая на активное участие бана Иосипа Елачича в подавлении революции в Венгрии. Иллиризм был запрещён. Хорватская автономия в составе Венгрии была восстановлена в 1868 году; приморские области вошли в состав коронной земли Австрийское Приморье. Однако атрибуты автономии были достаточно скромными. Были сохранены территория, границы, на местном уровне законотворчество и управление внутренними делами. Исполнительной властью для Хорватии являлись венгерские министерства, полностью контролировавшие хорватскую экономику. Бан назначался императором по представлению главы венгерского правительства. Хорватский Сабор должен был практически без обсуждения принимать законопроекты венгерского парламента.

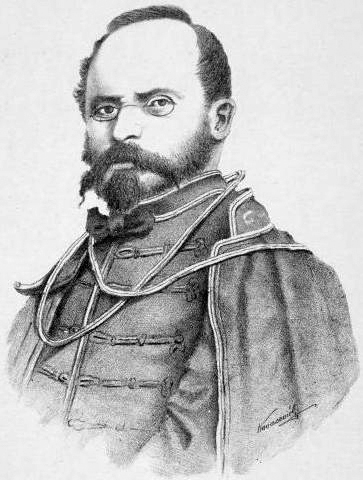
Э. Кватерник

8 октября 1871 года хорватский патриот Э. Кватерник попытался поднять восстание на западе Военной границы. Повстанцы провозгласили Национальное правительство, целью которого являлось освобождение Хорватии «от швабов и мадьяр». На третий день восстания Кватерник был убит. Правительство во главе с баном И. Мажураничем (1873—1880) провело либеральные реформы. В 1860—1870-х годах одной из основных идейных основ хорватского национального движения стал югославизм, крупнейшим идеологом которого выступил священник Ф. Рачкий.
В 1874 году «Матица иллирийская» получила название «Матица хорватская». Этноним «хорват» как национальное наименование стал быстро распространяться среди католиков со второй половины 1850-х годов. В 1850—1860-е годы происходила дифференциация жителей Далмации на сербов и хорватов. Далматинцы разделились на сторонников (аннексионистов) и противников (автономистов) объединения с Хорватией. В 1868—1869 годах предмет хорватского языка появился в гимназии Задара. В 1869 году на родную речь перешла гимназия Дубровника. В 1877 году сербский политик С. М. Любиша выступил против объединения Хорватии с Далмацией. Хорватская партия права требовала присоединения Боснии и Герцеговины к Хорватии.

### Начало XX века
В начале XX века сербы и хорваты имели различные точки зрения на дальнейшую судьбу Боснии и Герцеговины. При этом хорваты, выступая за присоединение австро-венгерской провинции к Хорватии, ссылались на принадлежность части боснийских земель до турецкого нашествия Хорватии. В 1902 году в Загребе произошли антисербские погромы, поводом для которых стала антихорватская статья в сербской газете «Србобран». С 1912 года официальным языком во внутренних делах Далмации стал хорватский (сербский). Итальянский язык использовался в вывесках в приморских городах и на двуязычных печатях. Во время Первой мировой войны (1914—1918) хорватские политики выступали за создание югославского государства. После немецкой оккупации Сербии в октябре 1915 года, хорватские политические деятели стали подчёркивать ведущую роль Хорватии в объединении югославян. В хорватском меморандуме в марте 1916 года сообщалось: «Столицей будущей Югославии должен стать Загреб, а не Белград».

## Новейшее время

### Межвоенный период

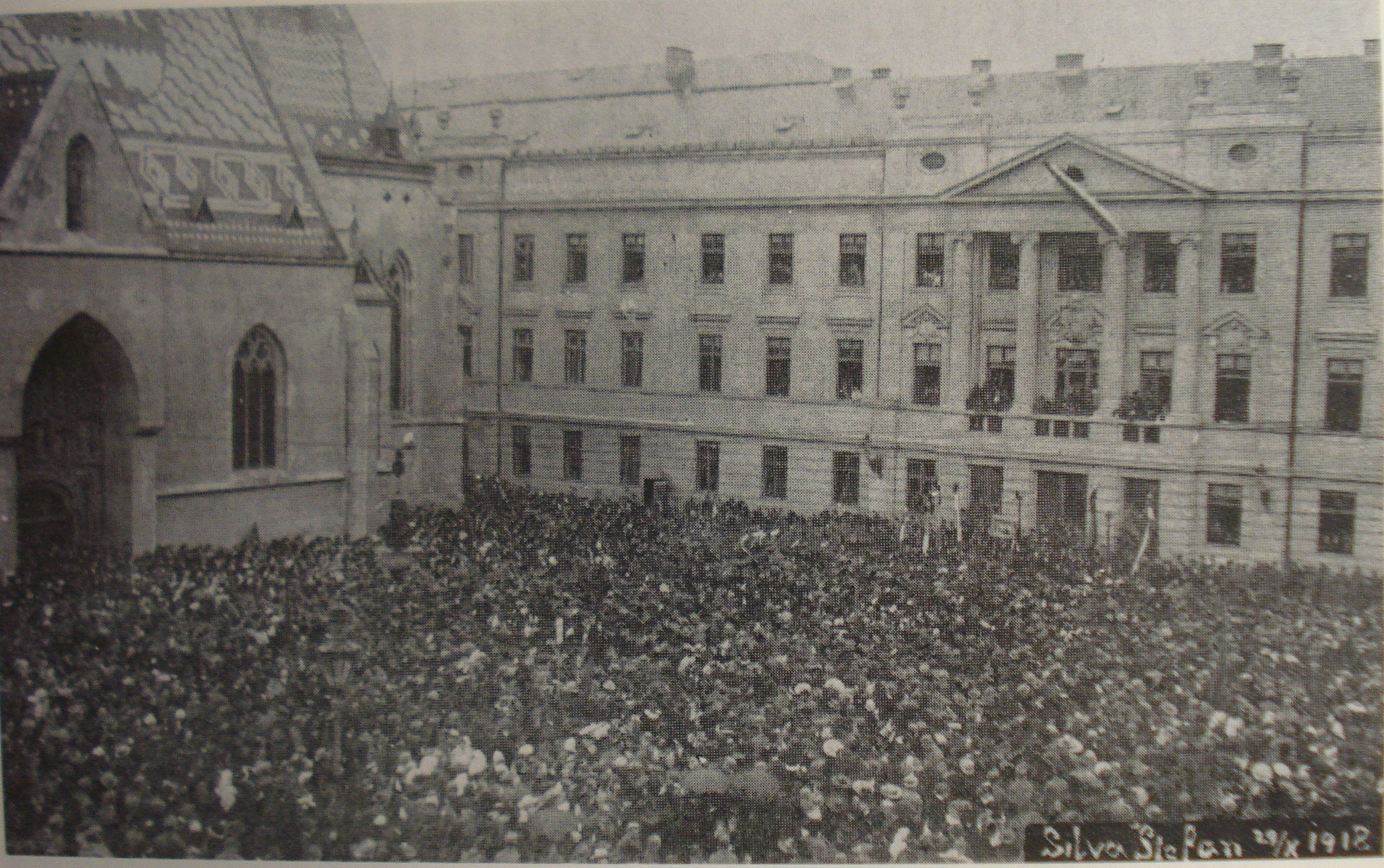
Объявление о разрыве отношений с Австрией и Венгрией. Загреб, 29 октября 1918 года

29 октября 1918 года хорватский сабор заявил о разрыве всех государственно-правовых отношений с Австрией и Венгрией: «Далмация, Хорватия, Славония и Риека провозглашают себя государством, полностью независимым от Венгрии и Австрии…». Верховным органом провозглашённого государства стало Народное вече, располагавшееся в Загребе. 31 октября оно оповестило страны Антанты о том, что не находится с ними в войне. В начале ноября итальянские войска начали оккупацию побережья Хорватии и Словении. 24 ноября Народное вече приняло решение об объединении с Сербией. 1 декабря наследник сербского престола Александр Карагеоргиевич провозгласил создание Королевства сербов, хорватов и словенцев. Крайние националисты Хорватии не желали создания Королевства СХС.
По мирному договору с Австрией Италия получила кроме прочего Истрию, Задар и четыре далматинских острова. Риека была по результатам плебисцита присоединена к Италии. В 1920-х годах продолжалась эмиграция, начавшаяся в конце XIX века. За это десятилетие только в США уехало 350 тысяч хорватов. Загреб являлся финансовым центром королевства до 1930-х годов. 20 июня 1928 года серб П. Рачич, выступая в парламенте, выстрелил в хорватских депутатов, двое из которых были убиты. С. Радич получил тяжёлое ранение.

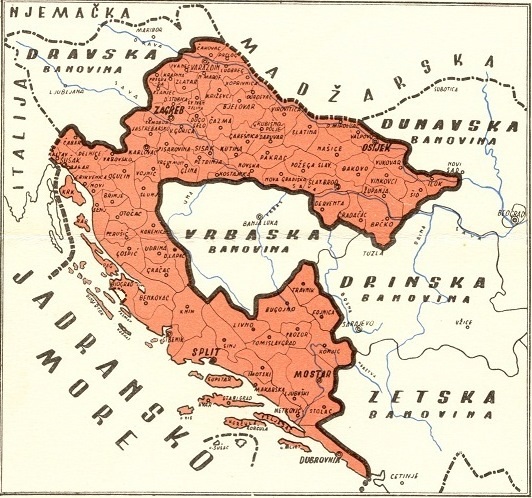
Бановина Хорватия

6 января 1929 года была установлена диктатура короля Александра Карагеоргиевича. Государство стало называться «Королевство Югославия». В 1929—1935 годах в Хорватии отразился мировой аграрный кризис. Территория Югославии вместо прежних 33 областей была поделена на 9 бановин: Загреб стал административным центром Савской бановины, а Сплит — Приморской бановины, южная Далмация вошла в состав Зетской бановины с центром в черногорском городе Цетине. Один из «отцов» Королевства СХС — С. Прибичевич был подвергнут аресту, после чего эмигрировал в Чехословакию. В январе 1929 года депутат А. Павелич создал движение отпора (усташи). В эмиграции Павелич вместе со своими последователями вели пропаганду за независимость. Со временем появились вооружённые группы усташей. Усташи ориентировались на Муссолини, а также Гитлера. В 1932 году возник «Устав» усташского движения, задачей которого стала вооружённая борьба за освобождение Хорватии вплоть до Дрины. С 1929 года Югославия находилась в состоянии экономического кризиса. Новая конституция 1931 года сохранила централизацию страны. 1 ноября 1932 года крестьянско-демократическая коалиция в ответ на политику короля выступила с «Загребскими пунктациями», в которых предлагалось устранить власть сербов из Хорватии и заново устроить государство. В 1934 году король Александр в результате покушения был убит. Премьером был назначен М. Стоядинович. Впервые с начала основания Югославии было признано существование «хорватского вопроса». Коммунистическая партия Югославии во главе с И. Брозом Тито до 1936 года была сторонником ликвидации Югославии как «детища Версаля». Однако под гитлеровской угрозой КПЮ в 1936 году призвала к сплочению. В 1939 году для решения хорватского вопроса была учреждена бановина Хорватия, включавшая сербские анклавы. Хорватия получила автономию; спорные с Белградом вопросы решал конституционный суд. В 1941 году был заключён договор о вступлении Югославии в Тройственный пакт, однако уже 27 марта к власти пришли прозападные силы.
Как результат, в Хорватии возникло сильное движение за национальную независимость, или, по меньшей мере, реальную автономию в составе Югославии, которое возглавил лидер Хорватской крестьянской партии Степан Радич. Требования хорватов были отвергнуты Белградом, поскольку сербская правящая верхушка рассматривала все югославянские территории, вошедшие в состав Королевства сербов, хорватов и словенцев, как «военный приз». Великодержавная политика Белграда вызвала протест у народов, входивших в состав королевства.

### Независимое государство Хорватия

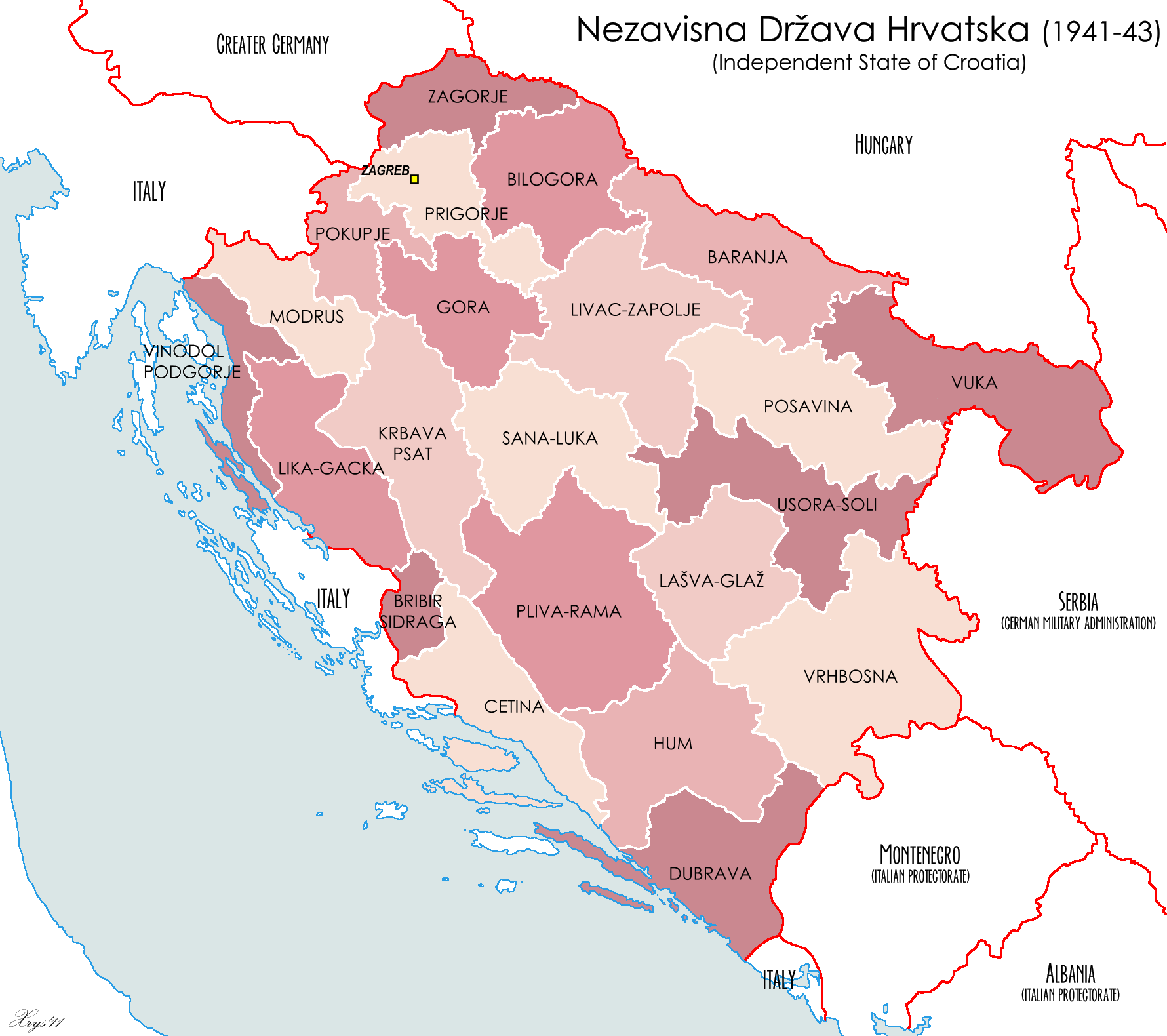
НГХ (1941—1943)

6 апреля 1941 года Югославия подверглась нападению со стороны Германии, а 17 апреля — капитулировала. 10 апреля генерал С. Кватерник провозгласил создание нового хорватского государства. Независимое государство Хорватия, к которому была присоединена и Босния, находилось в «сфере ответственности» Италии. 15 июня 1941 года Хорватия присоединилась к Тройственному пакту. 22 июня был организован первый в Европе антифашистский Сисакский партизанский отряд, состоявший из хорватов. С 29 ноября по 5 декабря 1944 года состоялись бои за Книн против четников и немцев. С взятием Книна закончилось освобождение Далмации. С 1941 по 1945 год в Югославии происходили три войны: война против нацистов и усташей, межнациональный конфликт (с участием хорватов, сербов и мусульман) и партизанское движение под руководством коммунистов. 8 мая Югославская народная армия вошла в Загреб.
Номинально во главе государства стоял король Томислав II, однако реальная власть принадлежала усташам и их лидеру, «поглавнику» Анте Павеличу. Усташи развернули в стране геноцид сербов, евреев и цыган. Точное число жертв усташей подсчитать сложно, по данным Мемориального музея Холокоста число жертв составило 330 000—390 000, по книге Р. Уэста «Иосип Броз Тито: власть силы» и Бранимира Станоевича «Усташский министр смерти» до 800 000 убитых, значительная часть которых были замучены в концентрационном лагере Ясеновац. Уэст говорит о 300 000 сербов, обращённых в католичество.
Армия НГХ принимала активное участие в боевых действиях как против югославских партизан, так и на Восточном фронте. Хорватский легион под командованием полковника М. Месича был разгромлен под Сталинградом.
Многие хорватские города сильно пострадали за время войны в ходе бомбардировок, которым их подвергала авиация союзников. Сильнейший ущерб был причинён городу Задар, в котором было разрушено 75 % зданий.

### Социалистическая Югославия
7 марта 1945 года в Белграде было образовано временное правительство Демократической Федеративной Югославии под руководством Тито. 14 апреля в Сплите сформировано правительство Федеральной Хорватии под руководством В. Бакарича. 31 января 1946 года была провозглашена конституция ФНРЮ из шести республик, включая Хорватию (с 26 февраля — Народная Республика Хорватия). 29 ноября 1945 года была провозглашена Федеративная Народная Республика Югославия. Немцы были высланы из Югославии. В состав Хорватии вошли Далмация, Меджумурье и Истрия. Сербы в анклавах Хорватии получили статус «государствообразующего народа». В конце 1946 года вышел закон о национализации средних и крупных предприятий.

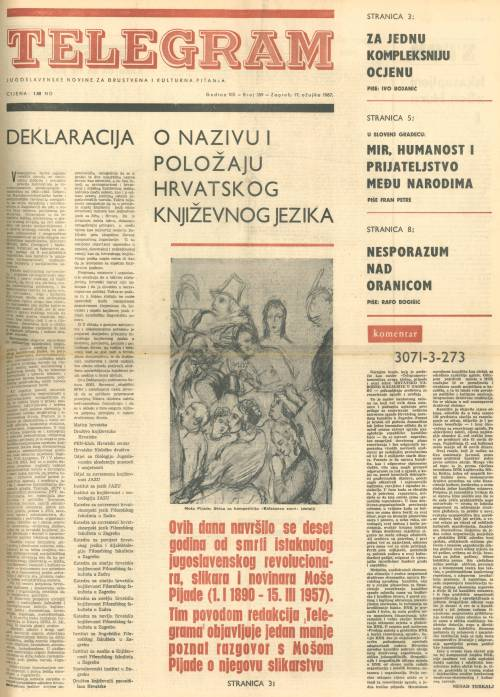
Декларация о названии и положении хорватского литературного языка (1967)

Новая конституция Югославии 1953 года расширила компетенцию республик. С конца 1950-х до первой половины 1960-х годов экономика росла высокими темпами. На хорватском побережье развивался туризм. Крестьянам была предоставлена земля и право занятия торговлей. В стране появилась иностранная литература. Каждый гражданин мог получить «выездной» паспорт. Основой экономического роста был расчёт на зарубежную помощь, которая часто использовалась нерационально. Отечественные товары уступали западной конкуренции. Вместе с внешним долгом в стране росла инфляция. В межнациональных отношениях господствовал принцип «братства и единства» югославянских народов. По конституции 1963 года государство получило новое наименование — Социалистическая Федеративная Республика Югославия. В середине 1960-х годов начался экономический кризис. Производство (общественный продукт) на душу населения в Хорватии превышало уровень Югославии в целом: в 1947 году оно составило 104 % (по сравнению со общеюгославским значением), в 1953 году — 116 %, в 1965 году — 120 %, в 1975 году — 124 % и в 1988 году — 128 %. Таким образом, вместе со Словенией и Воеводиной Хорватия составляла богатый Север страны.
В начале 1970-х годов Югославия переживала политический кризис. Руководители Хорватии считали, что их республика содержит другие республики, особенно Сербию. В ответ на требования самостоятельности вооружённых сил Хорватии и независимости сербское население анклавов в Хорватии принялось вооружаться. 22 ноября 1971 года 30 тысяч студентов и гимназистов Хорватии, поддерживая национальные требования, начали бессрочную забастовку. После снятия ряда руководителей с постов внешне ситуация нормализовалась. В 1971 году многие критики, включая Ф. Туджмана, оказались в тюрьмах. В эмиграции сложились экстремистские группы, сторонники прежнего НГХ. Конституция 1974 года ещё больше расширила компетенцию республик. В 1968 году народы Югославии стихийно участвовали в акциях протеста против оккупации Чехословакии.
Экономически Хорватия считалась в СФРЮ развитым регионом. Если в целом по СФРЮ в 1979 году уровень безработицы составил 15,52 %, то в Хорватии этот показатель был только 5,68 %. Уровень младенческой смертности в том же году в Хорватии составил 19,2 человека на 1000 (в целом по СФРЮ — 32,2 человека на 1000). Потому Хорватия должна была отчислять средства в специальный федеральный Фонд помощи недостаточно развитым регионам (Черногории, Косово, Македонии и Боснии). В 1981—1985 годах хорватские отчисления составили 25,5 % средств, перечисленных регионами СФРЮ в фонд, а в 1986—1990 годах — 23,3 %. При этом Загреб не получал из данного фонда средств. Разрыв в уровне развития Хорватии и отсталых регионов СФРЮ только увеличивался. Если в 1952 году ВВП на душу населения в отсталой Боснии и Герцеговине составил 391 динар, а в Хорватии — 554 динара, то в 1971 году эти показатели были 4622 и 8738 динаров соответственно.
В области межнациональных отношений Тито, который прекрасно понимал сложность данного вопроса, проводил разумную и взвешенную политику, пресекая как сербский, так и хорватский национализм. Например, в 1950 году три хорватских министра (Жигич, Бркич и Опачич) выступили в защиту сербских районов Хорватии. После этого все трое были сняты с занимаемых постов и отправлены в лагерь на Голи-Оток. Данная политика, однако, не распространялась на итальянское меньшинство, оказавшееся в СФРЮ после того, как Истрия, Задар, Црес, Лошинь и Ластово были переданы Югославии после войны. Во многом под давлением коммунистического правительства большинство итальянцев Адриатики эмигрировало в Италию в 50-х годах.
К 1971 году в Хорватии набрало обороты общественно-политическое движение, выступавшее за реформирование югославского социализма и большую самостоятельность Хорватии в составе Югославии и пользовавшееся поддержкой местных партийных лидеров. После личного вмешательства Тито основные лидеры движения были подвергнуты репрессиям, из хорватской секции КПЮ было изгнано более 1000 человек, около 400 человек отданы под суд, главным образом студенты и партийцы. События 1971 года получили в историографии наименование «Хорватская весна». В результате политической реформы 1974 г. республики Югославии получили большую автономию, таким образом движение в основном достигло своих целей.

Герб Хорватии (1947—1990)

В 1980-е смерть Тито и общий кризис в коммунистических странах спровоцировали затяжной политический и экономический кризис, который привёл к распаду Югославии в начале 90-х годов.
С приходом к власти в Сербии С. Милошевича его группа заговорила о необходимости укрепления положения сербов в ряде республик Югославии, в том числе в Хорватии. В 1986 году был опубликован Меморандум САНУ, в котором говорилось о неравноправии сербов в Югославии, выдвигалось требование расширение прав сербов в Боснии и Хорватии. В республиках усиливалась пропаганда национализма. В 1989 году обстановка и экономический кризис в стране быстро осложнялись. В марте 1989 года премьером был назначен хорватский экономист А. Маркович. Планировалась широкая приватизация. В Хорватии быстро распалась власть коммунистов. Самым популярным стало Хорватское демократическое сообщество (ХДС) во главе с Ф. Туджманом, который ранее пропагандировал национализм и антикоммунизм. ХДС поддержала кампанию по реабилитации НГХ. Часть хорватских националистов желала изгнать сербов из республики.
События в Словении, произошедшие в 1990 году, вдохновили хорватов. Получившая две трети мест на выборах в апреле—мае 1990 года ХДС планировало выход из Югославии. В июне 1991 года в конституцию Хорватии была внесена поправка, провозгласившая суверенное государство.
В 1990 году на первых свободных выборах в Хорватии победу одержало Хорватское демократическое содружество, возглавляемое Ф. Туджманом. Новые власти сразу приступили к декоммунизации. В 1990 году ряд улиц и площадей Загреба получил новые названия (например, площади Ленина присвоили имя короля Петра Крешимира IV), в школах отменили преподавание марксизма как «пагубной коммунистической идеологии», а детям предписали обращаться к учителю «господин» или «госпожа», восстановили католический факультет Загребского университета.

### Республика Хорватия
По мнению ряда исследователей, в Хорватии был быстро установлен авторитарный националистический режим Франьо Туджмана. Политические партии и организации Хорватии заявили о государственно-политическом устройстве республики на этнонациональной основе и провозгласили курс на её суверенитет. Идеологи хорватского национализма, широко публикуемые хорватскими СМИ, стремились обосновать исторические права хорватов на национально-этническую самобытность и собственную государственность. Идеология «братства и единства» югославянских народов была заменена на концепцию этнонационального возрождения и создания самостоятельного государства.

#### Война в Хорватии

Наступление ЮНА
в 1991 году

В ответ на требования независимости республики и меры хорватского правительства, которые были оценены как дискриминационные, сербы заявили о требовании сначала культурной, а затем и политической автономии в Хорватии. В 1991 году в Хорватии проживало 12,2 % сербов. Большинство сербов насчитывалось в Бании, Среме, Лике, Кордуне и Северной Далмации. Летом 1990 года они объявили о создании автономной области Краина. В Книне было образовано Сербское национальное вече. Сербы блокировали железную дорогу и электропередачу в направлении Далмации. В декабре 1990 года в Книне было объявлено о создании Сербской автономной области Краины.
В начале 1991 года из-за спорных территорий начались вооружённые столкновения, в апреле—мае разгорелась полномасштабная война. Обе стороны осуществляли изгнание коренного населения. Хорватские войска вели бои с Югославской народной армией . 25 июня 1991 года Хорватия и Словения провозгласили независимость. На сторону этих республик встала Германия. Под контролем краинских сербов и ЮНА оказалась треть территории республики.
Начало войны ознаменовалось также началом этнических чисток, проводившихся обеими сторонами. По утверждению Симона Визенталя, первыми этнические чистки начали хорватские войска, изгнав с подконтрольных территорий около 40 000 сербов. Всего за годы конфликта хорватскими войсками были изгнаны более 350 000 сербов. С территории самопровозглашённой Республики Сербская Краина в ходе этнических чисток было изгнано по меньшей мере 170 000 хорватов и других жителей несербской национальности.
Колоссальный патриотический подъём в Хорватии вызвала битва за Вуковар, в ходе которой хорватские части в городе Вуковар долгое время успешно сопротивлялись многократно превосходящим, но чрезвычайно плохо организованным, силам ЮНА. Город был взят сербами лишь после трёхмесячных боёв, разрушивших город до основания. В ходе войны обе стороны предпринимали наступательные операции. Наступление ЮНА и сил краинских сербов позволило последним поставить под свой контроль часть Славонии и Далмации, однако основную задачу — выход ЮНА на определённые рубежи и установление контроля над всеми сербскими областями в Хорватии выполнить не удалось. Хорватская армия смогла отбить у ЮНА и местных сербов некоторые области в Далмации и Западной Славонии. Начавшиеся вскоре под эгидой ООН переговоры привели к подписанию перемирия.
Неоднократно прерываемое хорватской армией перемирие сохранялось до мая 1995 года, когда в ходе операции «Молния» хорватские войска заняли Западную Славонию. В августе того же года в операции «Буря» хорватская армия за несколько дней полностью разгромила основную часть вооружённых сил Сербской Краины и реинтегрировала Книн и сопредельные территории в состав страны. Военная операция хорватов вызвала массовый исход сербского населения из края. После этой победы президенту Туджману было присвоено звание маршала. Оставшаяся часть Краины в Восточной Славонии, Баранье и Западном Среме была мирно возвращена в состав Хорватии в 1998 году, что привело к полному восстановлению границ Хорватии в том виде, в каком они существовали в СФРЮ.

#### XXI век
После смерти президента Туджмана в 1999 году в 2000 году состоялись президентские выборы, которые выиграл Стипе Месич, лидер Хорватской Народной партии.
Главными задачами хорватского правительства были восстановление экономики страны после многолетней войны, а также интеграция в европейские структуры, в первую очередь в Европейский союз. C 2009 года страна является членом ОБСЕ, Совета Европы и НАТО.
Хорватские власти полагали, что последнее формальное препятствие на пути в ЕС было снято с арестом 8 декабря 2005 года генерала Анте Готовины. Однако процесс принятия Хорватии в Евросоюз растянулся на несколько лет. Предполагалось, что это событие произойдет в 2011 году, но в начале 2011 года Европарламент вновь отложил решение вопроса о включении Хорватии в Евросоюз под предлогом необходимости доработать антикоррупционное законодательство и разработать программу реформирования судебной системы страны. Тем не менее, в июле 2011 года лидеры стран Европейского союза одобрили вступление Хорватии в ЕС. 22 января 2012 года в Хорватии прошёл референдум, на котором большинство избирателей — 66,25 %, проголосовали за вступление страны в Европейский союз. Против евроинтеграции высказались 33,15 % граждан Хорватии. 1 июля 2013 года Хорватия стала членом ЕС.